# Homem gay

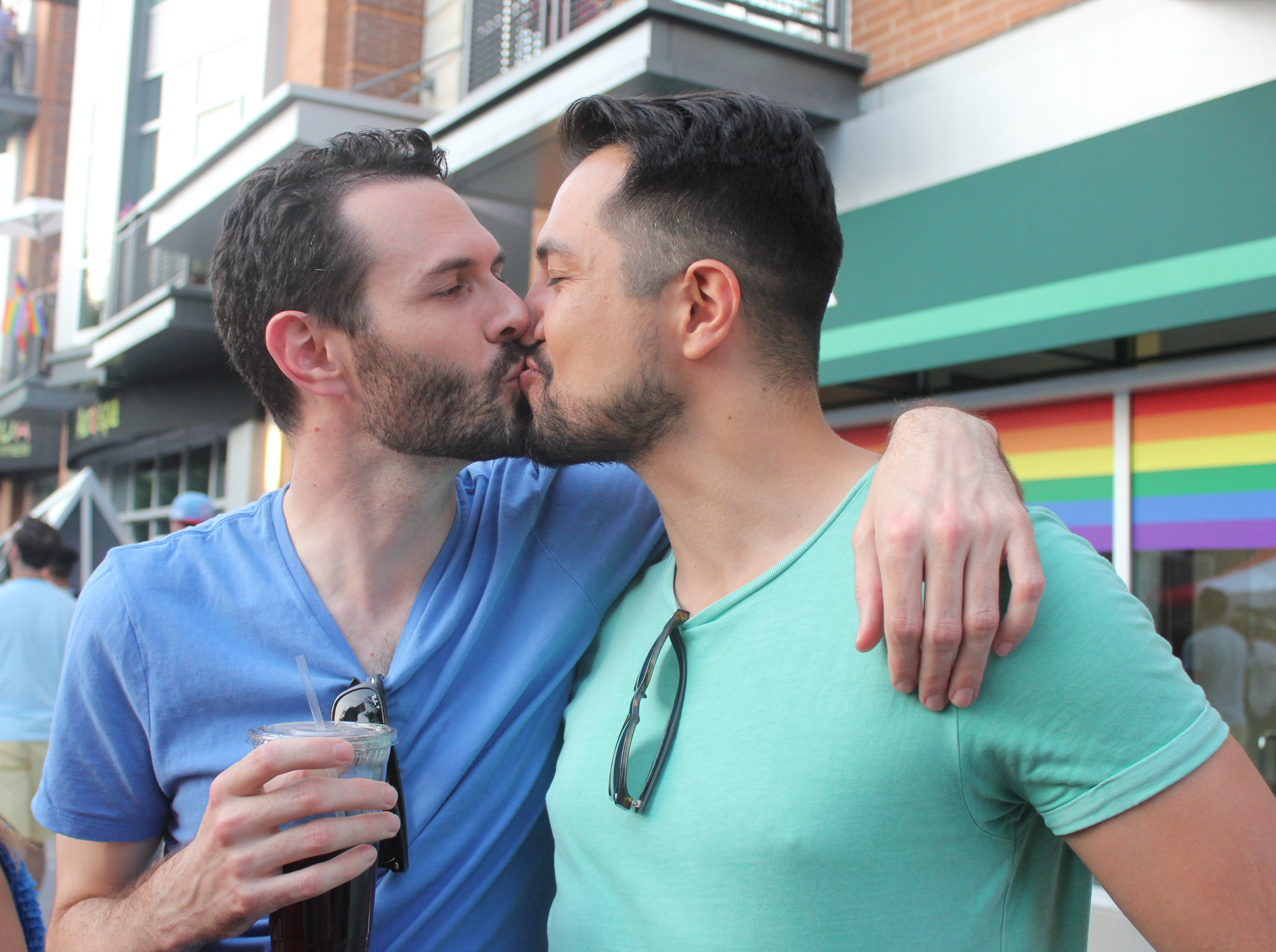
Dois homens beijando-se

Duplo Marte, o símbolo oficial dos homens gays.

Homens gays são homens que sentem atração, seja sexual ou romântica, exclusivamente por homens. Alguns homens bissexuais e homorromânticos também podem se identificar duplamente como gays, e vários jovens gays hoje também se identificam como queer.
Historicamente, gay é tomado como um termo abrangente para toda a pessoa que sente atração pelo mesmo sexo ou gênero. No passado, os homens gays foram referidos por vários termos diferentes, dependendo de cada cultura e época, alguns de forma inadequadas e até ofensivas, incluindo sodomitas, invertidos e uranianos, bem como por um grande número de pejorações (insultos pejorativos e palavrões), incluindo pansy, bicha, boiola e maricas. Aquileano ou vinciano é um termo que agrupa homens gays com outros indivíduos de gênero masculino, como não binários e monodissidentes.
Hoje, os homens gays continuam enfrentando discriminação significativa em grandes partes do mundo, incluindo Ásia, África e Oriente Médio. Nos Estados Unidos, muitos homens gays ainda enfrentam discriminação em suas vidas diárias. No entanto, homens publicamente gays alcançaram sucesso e proeminência nacional, como Tim Cook e Pete Buttigieg. Na Europa, Xavier Bettel atualmente atua como primeiro-ministro de Luxemburgo; Gabriel Attal é primeiro-ministro da França; Leo Varadkar é vice-chefe do Governo da Irlanda (foi Taoiseach (primeiro-ministro) de junho de 2017 a junho de 2020); e de 2011 a 2014, Elio Di Rupo atuou como primeiro-ministro da Bélgica.
Durante algum tempo, o termo gay foi usado como sinônimo de qualquer coisa relacionada a homens homossexuais. Por exemplo, o termo "bar gay" ainda costuma se referir a um bar que atende principalmente a uma clientela homossexual masculina ou que, de outra forma, faz parte da cultura homossexual. No final do século XX, no entanto, a palavra "gay" foi recomendada por grupos LGBT e guias de estilo para descrever todas as pessoas atraídas por membros do mesmo sexo, enquanto "lésbica" se referia especificamente a mulheres homossexuais, e "homens gays" referiam-se exclusivamente a homens homossexuais.

## Homossexualidade masculina na história mundial

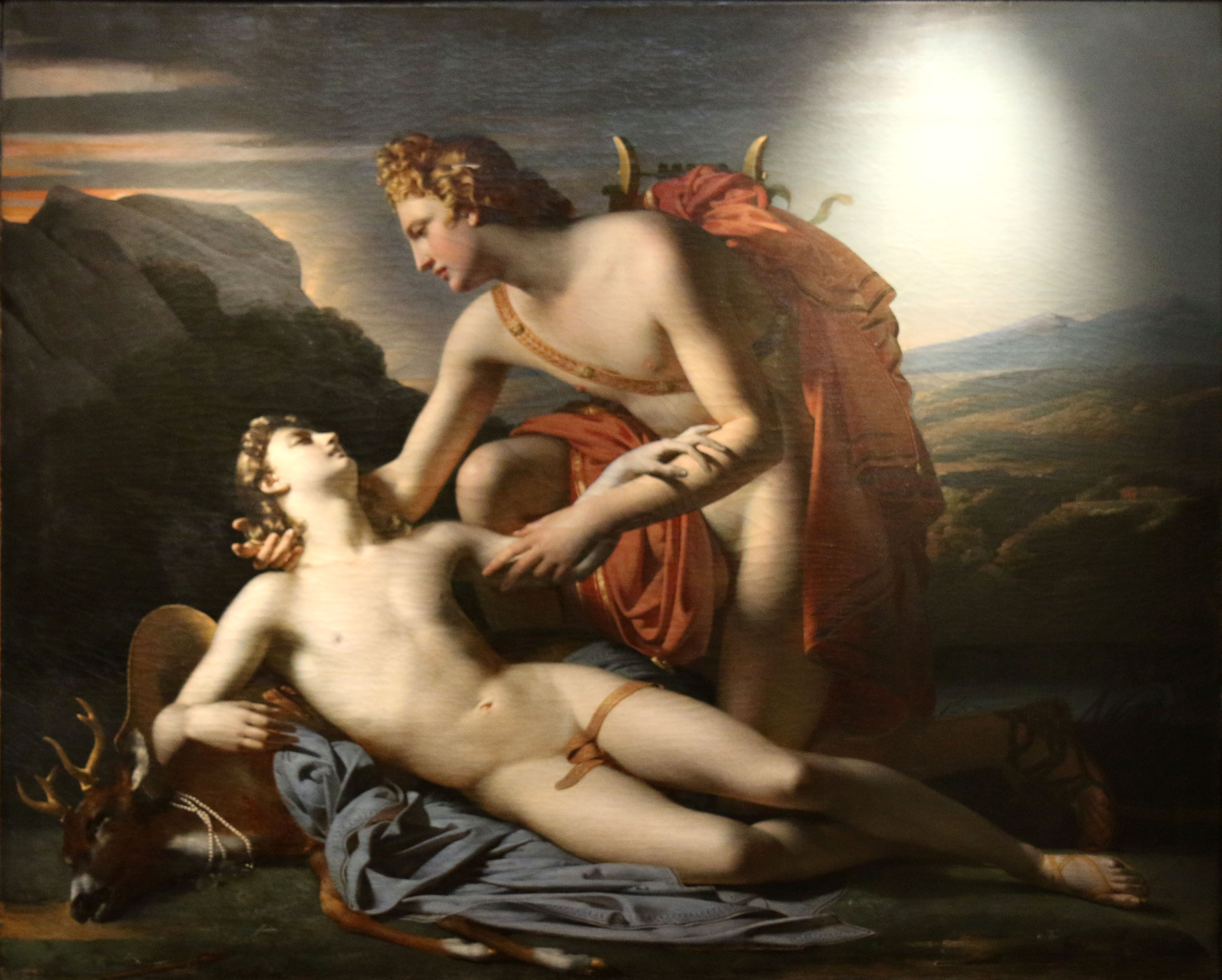
Apollon et Ciparisso de Claude-Marie Dubufe, 1821

Alguns estudiosos argumentam que os termos "homossexual" e "gay" são problemáticos quando aplicados a homens em culturas antigas, uma vez que, por exemplo, nem os gregos nem os romanos possuíam uma palavra que abrangesse a mesma gama semântica do conceito moderno de "homossexualidade". Além disso, havia diversas práticas sexuais que variavam em aceitação dependendo da época e do lugar. Outros estudiosos argumentam que existem semelhanças significativas entre homens homossexuais antigos e modernos.
Em culturas influenciadas pelas religiões abraâmicas, a lei e a igreja estabeleceram a sodomia como uma transgressão à lei divina ou um crime contra a natureza.  A condenação do sexo anal entre homens, no entanto, é anterior à crença cristã. Muitas figuras históricas, incluindo Sócrates, Lord Byron, Edward II e Hadrian, tiveram termos como gay ou bissexual aplicados a eles. Alguns estudiosos, como Michel Foucault, consideraram isso como arriscando a introdução anacrônica de uma construção contemporânea da sexualidade alheia a seus tempos,. embora outros estudiosos questionem isso.

### África

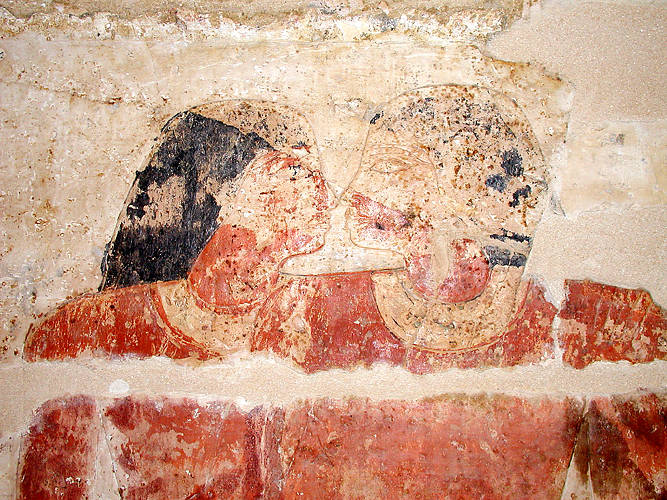
Khnumhotep e Niankhkhnum beijando o nariz

O primeiro registro de um possível casal homoafetivo de homens na história é comumente considerado como Khnumhotep e Niankhkhnum, um antigo casal egípcio que viveu por volta de 2.400 aEC. Os dois são retratados beijando o nariz, a pose mais íntima da arte egípcia, cercados pelo que parecem ser seus herdeiros. Por volta de 1240, o escritor cristão egípcio copta Abul Fada'il Ibn al-'Assal compilou um código legal conhecido como Fetha Nagast. Escrito na linguagem Ge'ez, Ibn al-'Assal referiu suas leis do escritor apostólico e das antigas leis do Império Bizantino. Fetha Nagast foi escrita em duas partes: a primeira tratava dos sacramentos da hierarquia da Igreja e ligada aos ritos religiosos. A segunda dizia respeito aos leigos, à administração civil e às leis de família. Em 1960, quando o governo promulgou o código civil da Etiópia, citou o Fetha Nagast como inspiração para a comissão de codificação. Mais recentemente, a colonização europeia da África resultou na introdução de leis anti-sodomia e é geralmente considerada a razão central pela qual as nações africanas têm leis tão rigorosas contra os gays hoje. Três países ou jurisdições impuseram a pena de morte para gays na África. Isso inclui a Mauritânia e várias regiões da Nigéria e Jubalândia.

### Américas

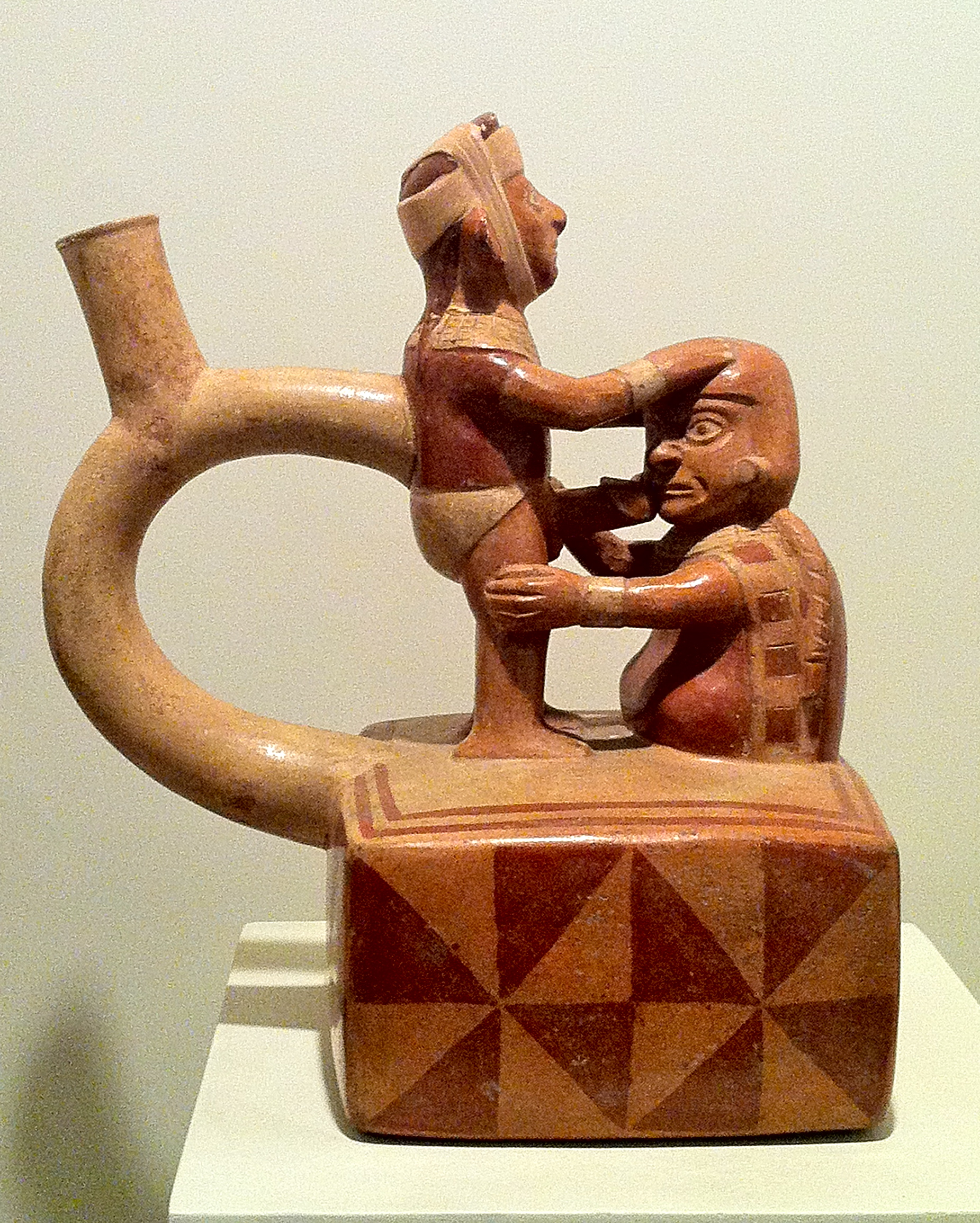
Cerâmica pré-colombiana de dois homens fazendo sexo oral

Como acontece com muitas outras culturas não ocidentais, é difícil determinar até que ponto as noções ocidentais de orientação sexual se aplicam às culturas pré-colombianas. Evidências de atos sexuais homoeróticos entre homens foram encontradas em muitas civilizações anteriores à conquista na América Latina, como os astecas, maias, quechuas, moches, zapotecas, incas e os tupinambá do Brasil. Os conquistadores espanhóis expressaram horror ao descobrir a sodomia praticada abertamente entre os homens nativos e a usaram como prova de sua suposta inferioridade. Os conquistadores falavam muito sobre a sodomia entre os nativos para descrevê-los como selvagens e, portanto, justificar sua conquista e conversão forçada ao cristianismo. Como resultado da crescente influência e o poder dos conquistadores, muitos líderes indígenas começaram a condenar os próprios atos homossexuais e homoafetivos. Durante o período após a colonização europeia, a homossexualidade foi processada pela inquisição, às vezes levando a sentenças de morte sob a acusação de sodomia, e as práticas tornaram-se clandestinas. Muitos homens homossexuais se casaram heterossexuais para manter as aparências, e alguns recorreram ao clero para escapar do escrutínio público.
Durante a Inquisição mexicana, após uma série de denúncias, as autoridades prenderam 123 homens em 1658 sob suspeita de homossexualidade. Embora muitos tenham escapado, o Tribunal Criminal Real condenou quatorze homens de diferentes origens sociais e étnicas à morte por queimadura pública, de acordo com a lei aprovada por Isabella, a Católica em 1497. As sentenças foram executadas em conjunto em um dia, 6 de novembro de 1658. Os registros desses julgamentos e daqueles ocorridos em 1660, 1673 e 1687, sugerem que a Cidade do México, como muitas outras grandes cidades da época, tinha um submundo ativo.

### Ásia leste
No Leste Asiático, as relações entre homens do mesmo sexo têm sido observadas desde os primeiros registros da história. A homossexualidade na China, conhecida como as paixões do pêssego cortado e vários outros eufemismos, foi registrada desde aproximadamente 600 aC. A homossexualidade masculina foi mencionada em muitas obras famosas da literatura chinesa. Os exemplos de afeição pelo mesmo sexo e interações sexuais descritos no romance clássico Sonho da Câmara Vermelha parecem tão familiares para os observadores no presente quanto histórias equivalentes de romances entre pessoas heterossexuais durante o mesmo período. O confucionismo, sendo principalmente uma filosofia social e política, pouco se concentrava na sexualidade, fosse ela homossexual ou heterossexual. A literatura da dinastia Ming, como Bian Er Chai (弁而釵/弁而钗), retrata as relações homoafetivas entre homens como mais agradáveis e mais "harmoniosos" do que as relações heteroafetivas. Escritos da dinastia Liu Song, de Wang Shunu, afirmavam que a homossexualidade era tão comum quanto a heterossexualidade no final do século III na China. A oposição à homossexualidade masculina na China se origina na dinastia Tang medieval (618–907), atribuída à crescente influência dos valores cristãos e islâmicos, mas não se tornou totalmente estabelecida até os esforços de ocidentalização do final da Dinastia Qing e da República da China.

### Europa

#### Período clássico

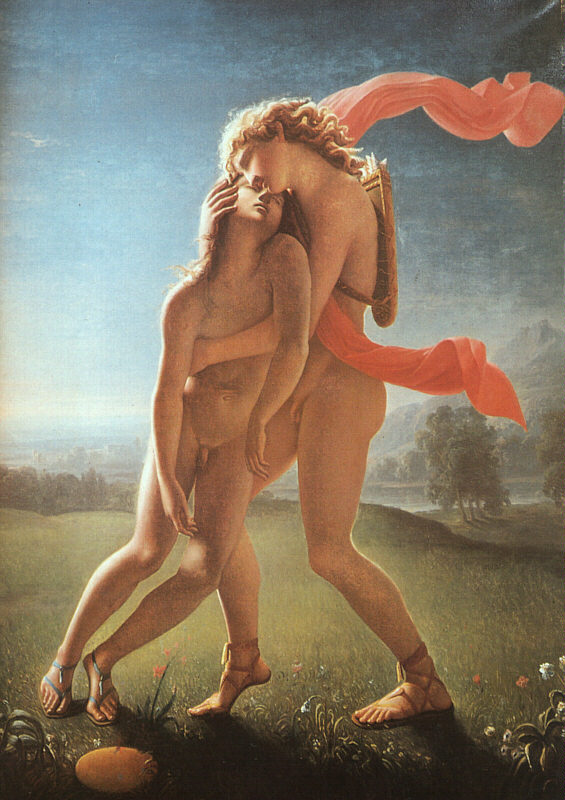
A morte de Jacinto por Jean Broc (1801)

Os primeiros documentos ocidentais (na forma de obras literárias, objetos de arte e materiais mitográficos) relativos às relações entre homens do mesmo sexo são derivados da Grécia antiga. Essas relações eram restritas entre homens "normais" e seus jovens amantes. Relacionamentos entre homens adultos, no entanto, ainda eram amplamente considerados tabu na cultura grega antiga. Dada a importância na sociedade grega de cultivar a masculinidade do homem adulto e o efeito feminilizador percebido de ser o parceiro passivo, as relações entre homens adultos de status social comparável eram consideradas altamente problemáticas e geralmente associadas ao estigma social.
Esse estigma, no entanto, era reservado apenas ao parceiro passivo do relacionamento. De acordo com a opinião contemporânea, os homens gregos que assumiram um papel sexual passivo após atingirem a idade adulta - altura em que se esperava que assumissem o papel inverso nas relações pederásticas e se tornassem o membro ativo e dominante - assim foram feminizados ou "transformados em mulher" de eles mesmos. Há ampla evidência no teatro de Aristófanes que ridiculariza esses homens passivos e dá um vislumbre do tipo de opróbrio social mordaz e vergonha ("atimia") amontoados sobre eles por sua sociedade.
Alguns estudiosos argumentam que há exemplos de amor homoafetivo masculino na literatura antiga, como Aquiles e Pátroclo na Ilíada. Na Roma Antiga, os corpos dos jovens continuavam sendo o foco da atenção sexual masculina, mas os relacionamentos eram entre homens livres mais velhos e escravos ou jovens libertos que assumiam o papel receptivo no sexo. O imperador helenófilo Adriano é conhecido por seu relacionamento com Antínous, mas o imperador cristão Teodósio I decretou uma lei em 6 de agosto de 390, condenando os homens passivos a serem queimados na fogueira.

#### Renascimento
Durante a Renascença, cidades ricas no norte da Itália—Florença e Veneza em particular—eram conhecidas por sua prática generalizada de amor pelo mesmo sexo/gênero, praticada por uma parte considerável da população masculina e construída de acordo com o padrão clássico da Grécia e Roma. Mas mesmo com a maioria da população masculina envolvida em relacionamentos do mesmo sexo, as autoridades, sob a égide do tribunal dos Oficiais da Noite, estavam processando, multando e prendendo uma boa parte dessa população.
A partir da segunda metade do século XIII, a morte foi a punição para a homossexualidade masculina na maior parte da Europa. As relações de figuras socialmente proeminentes, como o rei Jaime I e o duque de Buckingham, serviram para destacar a questão, inclusive em panfletos de rua de autoria anônima: "O mundo está mudado, não sei como, para homens beijarem homens, não Mulheres agora;...De J. o Primeiro e Buckingham: Ele, é verdade, suas esposas abraçam o abandono, Para slabber seu amado Ganimede" (Mundus Foppensis, ou The Fop Display'd, 1691).

### Oriente Médio

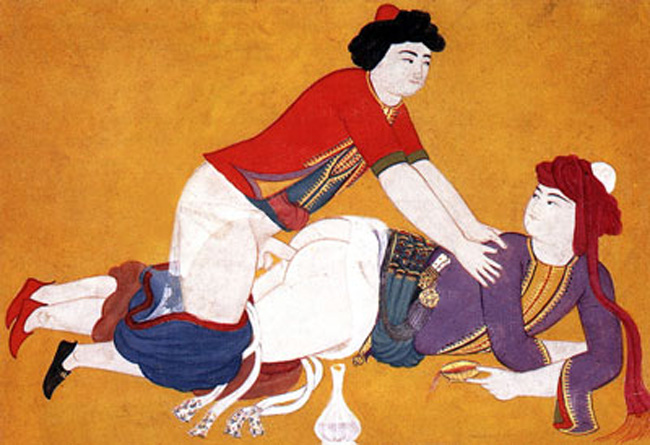
Uma ilustração do livro Sawaqub al-Manaquib do século XIX retratando o sexo homossexual entre homens jovens

Na antiga Suméria, um conjunto de sacerdotes, conhecido como gala, trabalhava nos templos da deusa Inana, onde realizavam elegias e lamentações.:285 Gala assumiu nomes femininos, falava no dialeto eme-sal, tradicionalmente reservado às mulheres, e parece ter se envolvido em relações homossexuais. O sinal sumério para gala era uma ligadura dos sinais para "pênis" e "ânus". Um provérbio sumério diz: "Quando o gala limpou sua bunda [ele disse], 'Não devo despertar aquilo que pertence à minha amante [isto é, Inanna].'" Em culturas mesopotâmicas posteriores, kurgarrū e assinnu eram servos homens da deusa Ishtar (o equivalente semítico oriental de Inanna), que se vestiam com roupas femininas e realizavam danças de guerra nos templos de Ishtar. Vários provérbios acadianos parecem sugerir que eles também podem ter tido relações homossexuais. Na antiga Assíria, a homossexualidade masculina estava presente e era comum; também não foi proibido, condenado, nem considerado imoral ou desordenado. Alguns textos religiosos contêm orações por bênçãos divinas nas relações homossexuais. O Almanaque de Encantamentos continha orações favorecendo em bases iguais o amor de um homem por uma mulher, de uma mulher por um homem e de um homem por um homem.

## Homens gays na história ocidental moderna
O uso de gay para significar um homem "homossexual" foi usado pela primeira vez como uma extensão de sua aplicação à prostituição: um menino gay era um jovem ou adolescente que atendia a clientes homens. Da mesma forma, um gato gay era um jovem aprendiz de um hobo mais velho e normalmente trocava sexo e outros serviços para proteção e tutela. A aplicação à homossexualidade também foi uma extensão da conotação sexualizada da palavra de "desinibido", que implicava uma disposição de desconsiderar os costumes sexuais convencionais. No tribunal de 1889, a prostituta John Saul declarou: "Ocasionalmente, faço biscates para diferentes gays".
Bringing Up Baby (1938) foi o primeiro filme a usar a palavra gay em uma aparente referência à homoafetividade. Em uma cena em que as roupas do personagem de Cary Grant são enviadas para a lavanderia, ele é forçado a usar uma túnica feminina com enfeites de penas. Quando outro personagem pergunta sobre seu manto, ele responde: "Porque eu fiquei gay de repente!" Como este era um filme popular em uma época, quando o uso da palavra para se referir a cross-dressing (e, por extensão, homossexualidade) ainda não era familiar para a maioria dos cineastas, a linha também pode ser interpretada como significando: "Acabei de decidir fazer algo frívolo".
Em 1950, a primeira referência encontrada até hoje para a palavra gay como um nome autodescrito para homossexuais masculinos veio de Alfred A. Gross, secretário executivo da Fundação George W. Henry, que disse na edição de junho de 1950 da revista SIR: "Ainda não conheci um homossexual feliz. Eles têm uma maneira de se descreverem como gays, mas o termo é impróprio. Aqueles que são habituados a bares frequentados por outras pessoas do gênero, são as pessoas mais tristes que já vi".

### Homens gays no Holocausto

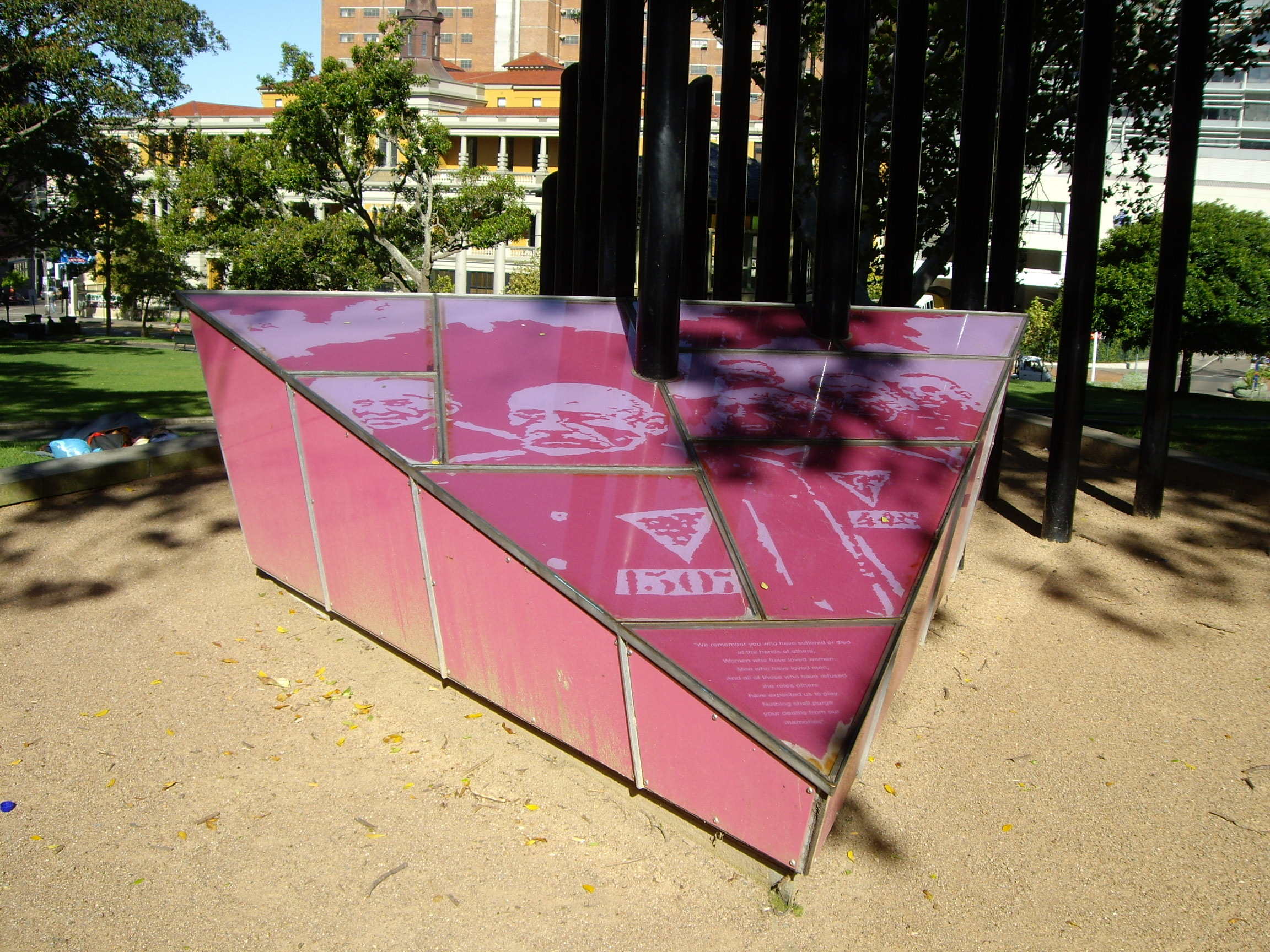
Um triângulo rosa foi usado por homens gays durante o Holocausto.

Os homens gays foram uma das principais vítimas do Holocausto nazista. Historicamente, o primeiro passo legal para a perseguição nazista da homossexualidade masculina foi o parágrafo 175 de 1871, uma lei aprovada após a unificação do Império Alemão. O parágrafo 175 dizia: "Um ato sexual não natural cometido entre pessoas do sexo masculino...é punível com prisão; a perda dos direitos civis também pode ser imposta". A lei foi interpretada de maneira diferente na Alemanha até 23 de abril de 1880, quando o Reichsgericht determinou que atos criminosos homossexuais envolviam sexo anal, oral ou intercrural entre dois homens. Qualquer coisa menos (como beijar e acariciar) era considerada uma brincadeira inofensiva.
Franz Gürtner, o Ministro da Justiça do Reich, emendou o parágrafo 175 para tratar das "lacunas" na lei após a Noite das Facas Longas. A versão de 1935 do parágrafo 175 declarou "expressões" de homossexualidade como crimes passíveis de ação penal. A mudança mais importante na lei foi a mudança na definição de homossexualidade masculina de "Um ato sexual não natural cometido entre pessoas do sexo masculino " para "Um homem que comete um crime sexual com outro homem". Isso expandiu o alcance da lei para perseguir gays como um grupo de pessoas, em vez da homossexualidade masculina como ato sexual. Beijos, masturbação mútua e cartas de amor entre homens agora eram vistos como motivos legítimos para a polícia fazer prisões. A lei nunca definiu uma "ofensa sexual", deixando para a interpretação.
Entre 1933 e 1945, cerca de 100.000 homens foram presos como homossexuais sob o regime nazista, dos quais cerca de 50.000 foram oficialmente condenados. A maioria desses homens cumpriu pena na prisão, enquanto cerca de 5.000 a 15.000 foram encarcerados em campos de concentração nazistas. Rüdiger Lautmann argumentou que a taxa de mortalidade de homossexuais em campos de concentração pode ter chegado a 60%. Os gays nos campos sofreram um grau incomum de crueldade por parte de seus captores e foram regularmente usados como sujeitos para experimentos médicos nazistas enquanto os cientistas tentavam encontrar uma "cura" para a homossexualidade.

### Crise da AIDS nos Estados Unidos

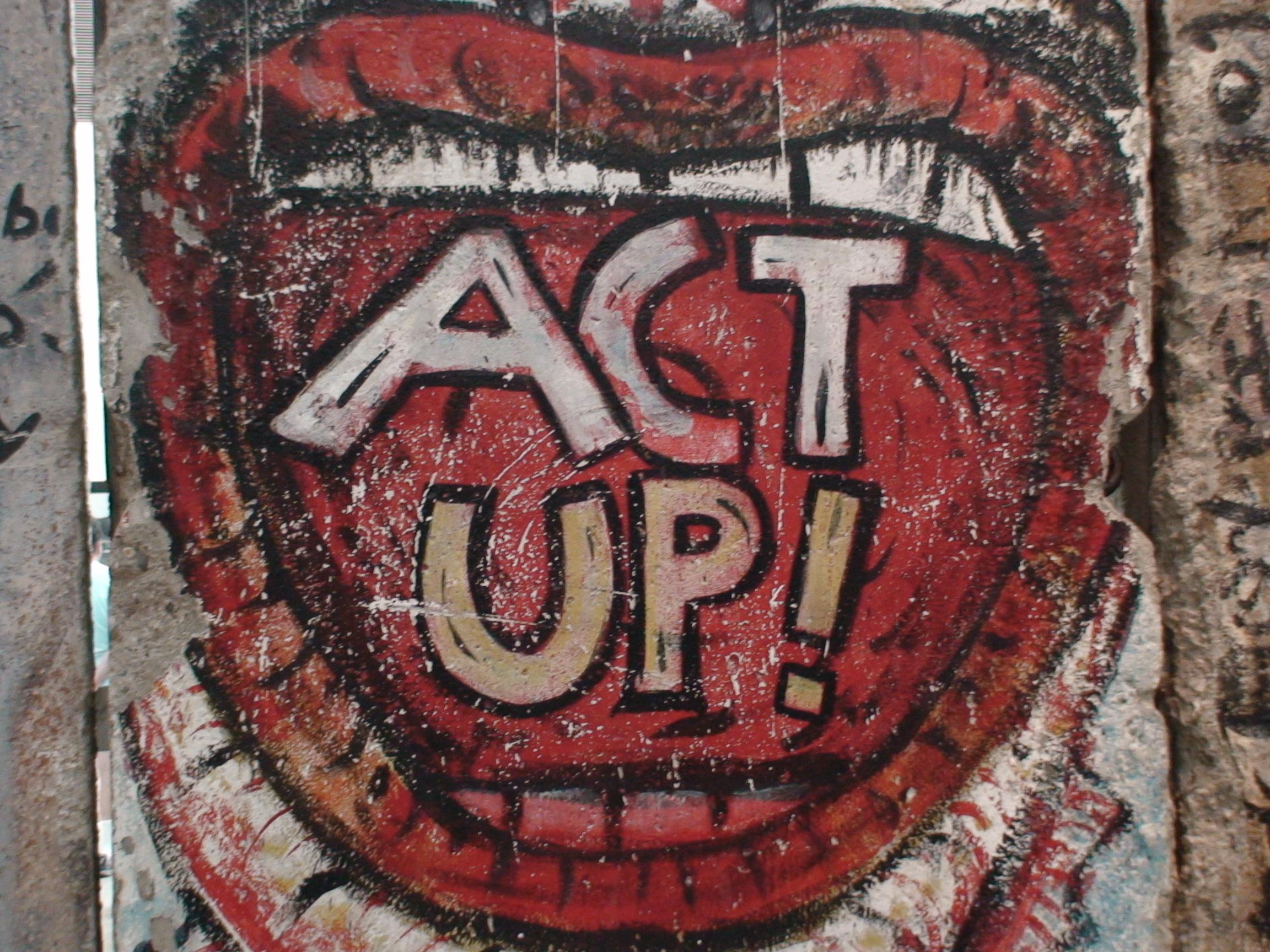
A ACT UP foi fundada por Larry Kramer para lutar pela pesquisa médica sobre a crise de HIV/AIDS.

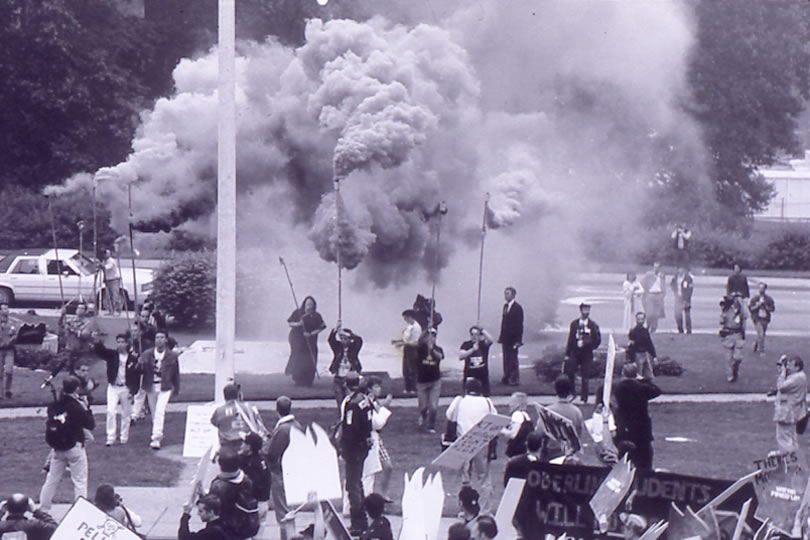
Ação direta radical do ACT UP de 1990 protestando contra o ritmo lento da administração Bush de pesquisas federais para AIDS.

A epidemia de HIV/AIDS é considerada o período mais mortal da história moderna para os gays, e a geração de jovens gays que morreram na crise é conhecida como a "geração perdida". No início, a epidemia foi particularmente severa nos Estados Unidos. Em 1980, o residente de São Francisco Ken Horne foi denunciado ao CDC com sarcoma de Kaposi (SK). Ele foi identificado retroativamente como o primeiro paciente da epidemia de AIDS nos Estados Unidos. Em 1981, Lawrence Mass se tornou o primeiro jornalista do mundo a escrever sobre a epidemia no Nova York Native. Mais tarde naquele ano, o CDC relatou um grupo de pneumonia por Pneumocystis em cinco homens gays em Los Angeles. No mês seguinte, The New York Times publicou a manchete: "Raro câncer visto em 41 homossexuais". A doença logo foi denominada Imunodeficiência Relacionada aos Gays (GRID), porque se acreditava que afetava apenas homens gays. Em junho de 1982, Larry Kramer fundou a Gay Men's Health Crisis para fornecer comida e apoio aos gays que morriam na cidade de Nova York. Durante os primeiros anos da crise da AIDS, os gays foram tratados impiedosamente em enfermarias de quarentena de hospitais, deixados sozinhos sem contato por semanas a fio.
Durante os primeiros anos da epidemia, havia desinformação significativa em torno da doença. Corriam rumores de que estar na mesma sala ou ser tocado por um homem gay poderia levar alguém a contrair o HIV. Foi somente em abril de 1984 que a Secretária de Saúde e Serviços Humanos dos Estados Unidos, Margaret Heckler, anunciou em uma entrevista coletiva que o cientista americano Robert Gallo havia descoberto a provável causa da AIDS, o retrovírus que seria denominado vírus da imunodeficiência humana ou HIV. Em setembro de 1985, durante seu segundo mandato, o presidente dos Estados Unidos, Ronald Reagan, mencionou publicamente a AIDS pela primeira vez, após ser questionado sobre a falta de financiamento de pesquisa médica de seu governo para a crise. Quatro meses depois, Anthony Fauci, diretor do Instituto Nacional de Alergia e Doenças Infecciosas, afirmou: "Um milhão de americanos já foram infectados com o vírus e que esse número saltará para pelo menos 2 milhões ou 3 milhões dentro de 5 a 10 anos". Homens gays, mulheres trans e homens bissexuais enfrentaram o fardo das mortes durante a primeira década da crise. Os ativistas alegaram que o governo estava respondendo à epidemia com apatia por causa da percepção de "indesejabilidade social" desses grupos. Para lidar com essa apatia percebida, ativistas como Vito Russo, Larry Kramer e outros, adotaram abordagens mais militantes ao ativismo da AIDS, organizando ações diretas por meio de organizações como a ACT UP, a fim de forçar as empresas farmacêuticas e agências governamentais a responder ao epidemia com mais urgência. ACT UP acabou se tornando uma organização transnacional, com 140 capítulos ao redor do mundo, enquanto a crise da AIDS acabou se tornando uma epidemia global. Em 2019, complicações relacionadas à AIDS haviam ceifado 32,7 milhões de vidas em todo o mundo.

## Situação legal de homens gays na sociedade moderna

### África

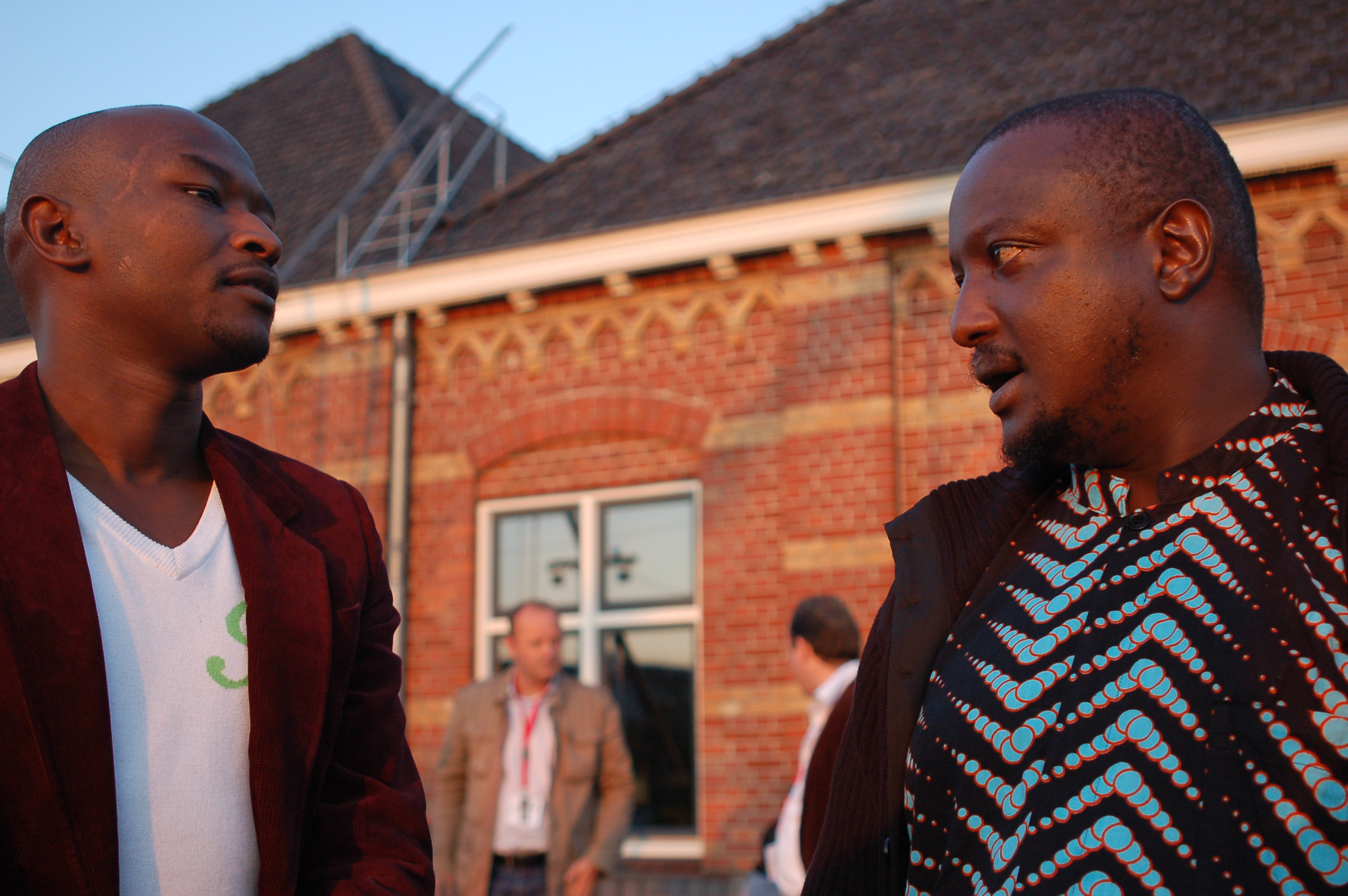
Binyavanga Wainaina, um escritor queniano, que saiu do armário em 2014 em resposta a uma onda de leis anti-gays na África.

Existem 54 nações na África reconhecidas por uma ou ambas as Nações Unidas ou a União Africana . Em 34 desses estados, a homossexualidade masculina é explicitamente proibida. Em um relatório de 2015, a Human Rights Watch observou que em Benin e na República Centro-Africana, a homossexualidade masculina não é explicitamente proibida, mas ambas têm leis que são aplicadas de maneira diferente para homens gays e heterossexuais. Na Mauritânia, norte da Nigéria, Somalilândia e Somália, a homossexualidade masculina é punível com a morte. Em Serra Leoa, Tanzânia e Uganda, homens gays recebem prisão perpétua por atos homossexuais, embora a lei não seja regularmente aplicada em Serra Leoa. Na Nigéria, a legislação também tornou ilegal que familiares, aliados e amigos de gays expressem abertamente apoio à homossexualidade, e o país é geralmente reconhecido por suas atitudes de "sangue frio" em relação aos gays. A lei nigeriana declara que qualquer pessoa heterossexual "que administre, testemunhe, incentive ou auxilie" a atividade homossexual masculina deve receber uma sentença de 10 anos de prisão. Em Uganda, organizações fundamentalistas cristãs dos Estados Unidos financiaram a introdução da legislação Kill the Gays para impor a pena de morte para gays. O projeto foi considerado inconstitucional pelo Supremo Tribunal de Uganda em 2014, mas mantém o apoio no país e foi reconsiderado para implementação. De todos os países da África Subsaariana, a África do Sul tem as atitudes mais liberais em relação aos gays. Em 2006, a África do Sul se tornou o quinto país do mundo a legalizar o casamento entre pessoas do mesmo sexo, e a Constituição da África do Sul garante a gays e lésbicas plenos direitos e proteção iguais. A África do Sul é o único país da África onde a discriminação LGBT é constitucionalmente proibida; no entanto, a discriminação social contra gays sul-africanos persiste nas partes rurais do país, onde altos níveis de tradição religiosa continuam a alimentar o preconceito e a violência.

### Caribenha

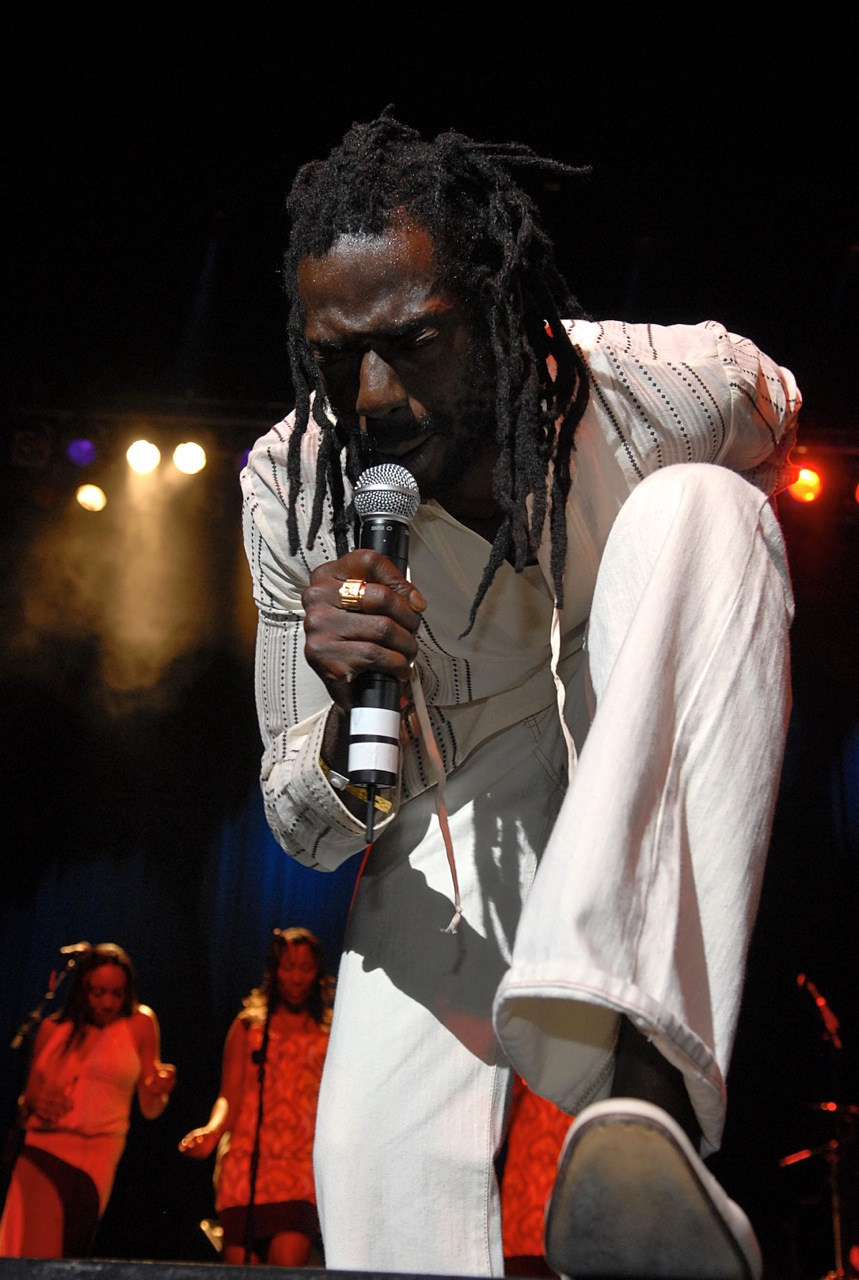
O rapper jamaicano Buju Banton incluiu mensagens violentamente homofóbicas em sua música, pelas quais recebeu críticas.

Nas Américas (tanto Norte e Sul), a homoafetividade masculina é legal em quase todos os países. No Caribe, entretanto, nove países têm punições criminais por "sodomia" em seus livros de estatuto. Esses países incluem Barbados, São Vicente e Granadinas, Dominica, São Cristóvão e Névis, Grenada, Santa Lúcia, Antígua e Barbuda, Guiana e Jamaica. Na Jamaica, as relações sexuais entre homens são legalmente puníveis com prisão, embora a revogação da lei esteja pendente. Como em Singapura, a relação sexual entre mulheres já é legal, embora as lésbicas e sáficas na Jamaica ainda vivam um alto nível de estigma social.
Na Jamaica, relatos de violência e tortura de vigilantes contra gays foram relatados pela polícia jamaicana. Em 2013, a Anistia Internacional relatou que “homens gays e mulheres lésbicas foram espancados, cortados, queimados, estuprados e baleados por causa de sua sexualidade... Estamos preocupados que esses relatórios sejam apenas a ponta do iceberg. Muitos homens e mulheres gays na Jamaica têm medo de ir às autoridades e procurar ajuda". Como resultado dessa violência, centenas de gays da Jamaica procuraram emigrar para países com melhores antecedentes em direitos humanos. Uma pesquisa de 2016 da J-Flag mostrou que 88% dos entrevistados desaprovam a homossexualidade, embora desde 2018 as atitudes discriminatórias tenham diminuído ligeiramente.
No Caribe, como em outros países em desenvolvimento ao redor do mundo, a identidade homossexual é frequentemente associada à ocidentalização, e como resultado, acredita-se que a homofobia seja uma ferramenta anticolonial. Wayne Marshall escreveu que os gays são considerados "produtos decadentes do Ocidente" e "devem, portanto, ser resistidos ao lado de outras formas de colonização, cultural ou política". Wayne cita o exemplo do hit de dancehall jamaicano "Dem Bow", de Shabba Ranks, que clama pelo assassinato violento de homens gays ao lado de um apelo pela "liberdade para os negros". Marshall nota a ironia dessa posição ideológica, considerando a evidência histórica de que a homofobia foi introduzida nas colônias por colonos europeus. No entanto, estudiosos caribenhos notaram a importância da oposição aos homens gays para a construção masculina do gênero na Jamaica. Kingsley Ragashanti Stewart, professor de antropologia na Universidade das Índias Ocidentais, escreve: "Muitos homens jamaicanos, se você os chama de homossexuais, ... ficarão violentos imediatamente. É o pior insulto que você poderia fazer a um homem jamaicano". Stewart escreve que a homofobia influencia a sociedade caribenha até no nível micro da linguagem. Ele escreve sobre o vernáculo da juventude urbana: “É como se você dissesse 'Volte aqui', eles dirão: 'Não, não, não, não diga' volte '.' Você tem que dizer 'venha para a frente', porque voltar significa que você está 'voltando', que é como os homens gays fazem sexo".

### Europa Oriental

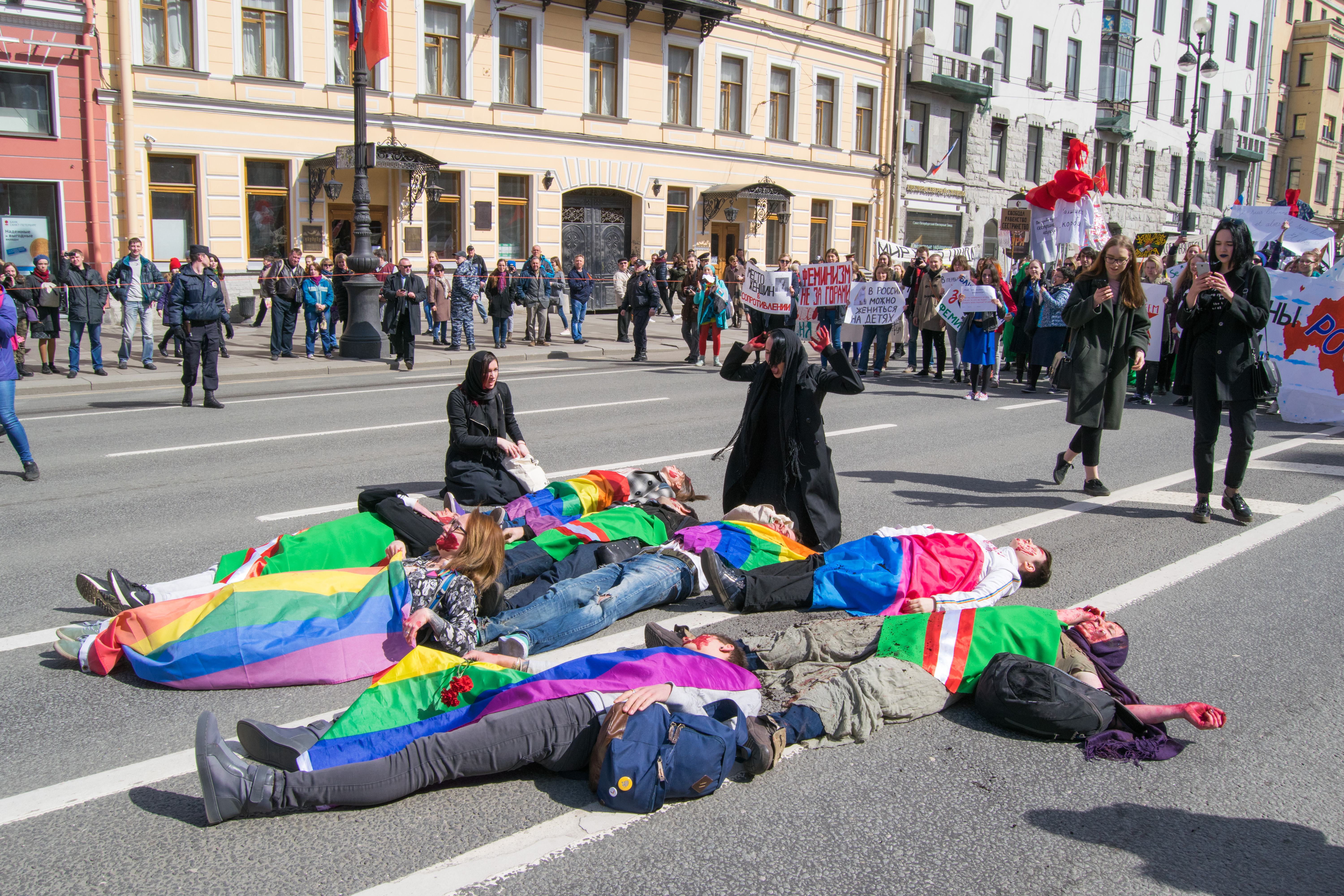
Ativistas encenam uma cena de mães chechenas de luto por seus filhos desaparecidos, envoltas em bandeiras LGBT e chechenas.

Na Europa Oriental, houve uma erosão constante dos direitos dos gays ao longo da última década. Na Chechênia, na República da Chechênia, Federação Russa, homens gays foram submetidos a desaparecimentos forçados—sequestros secretos, prisão, tortura—e assassinatos extrajudiciais pelas autoridades. Um número desconhecido de homens, detidos por suspeita de serem gays ou bissexuais, morreram enquanto mantidos em campos de concentração. A mídia independente e grupos de direitos humanos relataram que gays estão sendo enviados para campos clandestinos na Chechênia, descritos por uma testemunha como "prisão fechada, cuja existência ninguém oficialmente sabe". Alguns gays tentaram fugir da região, mas foram detidos pela polícia russa e enviados de volta à Chechênia. Surgiram relatos de oficiais da prisão que libertaram homens homossexuais acusados dos campos depois de garantirem às suas famílias que as suas famílias os matariam (pelo menos um homem foi relatado por uma testemunha como tendo morrido após regressar à sua família). Esses homens presos são mantidos em condições extremamente apertadas, com 30 a 40 pessoas detidas em uma sala (de dois a três metros de largura), e poucos têm direito a julgamento. Testemunhas também relataram que os gays são espancados regularmente (com tubos de polipropileno abaixo da cintura), torturados com eletricidade e cuspidos no rosto pelos guardas da prisão. Em alguns casos, o processo de tortura resultou na morte da pessoa torturada. A partir de 2021, a situação na Chechênia continua piorando para os gays. Em outros países da Europa Oriental, os direitos dos gays continuam se deteriorando. O presidente polonês, Andrzej Duda, prometeu banir o ensino sobre gays nas escolas, proibir o casamento homossexual e a adoção e estabelecer "zonas livres de LGBT".

### Sudoeste Asiático e Norte da África

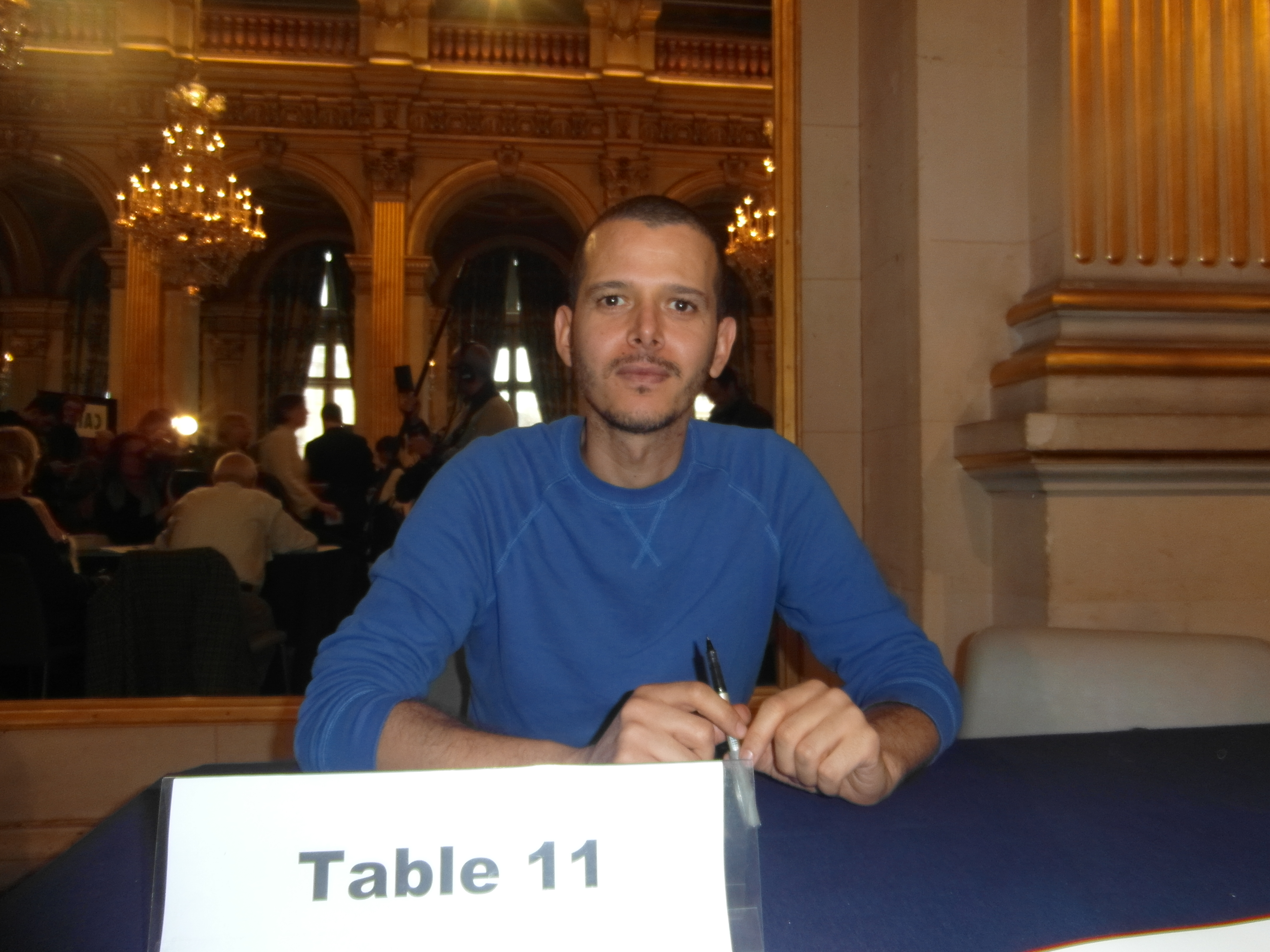
Abdellah Taïa escreveu sobre os abusos que sofreu quando era gay em Marrocos.

No sudoeste da Ásia e no norte da África, os homens gays enfrentam algumas das leis mais severas e hostis do mundo. Sexo entre homens é explicitamente proibido em 10 dos 18 países do "Oriente Médio" e é punível com a morte em seis. De acordo com estudiosos, as recentes viradas populares em direção ao fundamentalismo religioso influenciaram fortemente a violência extrema contra os homens gays. Embora todas as atividades com pessoas do mesmo sexo sejam legais no Bahrein, Chipre, Cisjordânia, Turquia, Líbano, Israel, Jordânia e Iraque, a homossexualidade masculina é ilegal e punível com prisão na Síria, Omã, Qatar, Kuwait e Egito. A atividade homossexual entre homens também é punível com a morte nos Emirados Árabes Unidos, Arábia Saudita, Irã e Qatar. Na Faixa de Gaza e no Iêmen, a punição para a homossexualidade masculina varia entre a morte e a prisão, dependendo do ato cometido. Em 2018, uma pesquisa transnacional realizada na região pelo Pew Research Center descobriu que 80% das pessoas entrevistadas acreditavam que a homossexualidade era "moralmente inaceitável", embora outros argumentem que o verdadeiro número de pessoas que apoiam os direitos dos gays não é claro devido ao medo de reação e punição.

## Arte e cultura contemporânea dos homens gays

### Alta moda

McQueen, outono de 2008

Desde o início do século XX, os homens gays, tanto fora como dentro do armário, trabalharam como alguns dos estilistas de moda mais influentes do mundo e fundaram algumas das casas de moda mais importantes. Cristóbal Balenciaga (n. 1895), que iniciou a marca Balenciaga, era gay mas manteve a privacidade sobre sua sexualidade por toda a vida. Seu parceiro de longa data, o milionário franco-polonês Władzio Jaworowski d'Attainville, criou o fundo para que ele iniciasse a casa. Depois que d'Attainville morreu, a coleção seguinte de Balenciaga foi desenhada inteiramente em preto para lamentar sua perda. O estilista francês Christian Dior (nascido em 1905) foi outro estilista de grande influência do século XX. Dior nunca se casou nem se identificou abertamente como gay, entretanto, ele era conhecido por freqüentar a cena cultural gay em Paris e foi descrito por Coco Chanel como nunca tendo "conhecido" intimamente uma mulher. Yves Saint Laurent (nascido em 1935), também considerado um dos maiores estilistas do século XX, era abertamente gay; seu parceiro de longa data foi Pierre Berge. Gianni Versace (nascido em 1946), um estilista italiano fundador da Versace, saiu publicamente em uma entrevista com The Advocate em julho de 1995. Versace foi assassinado em 1997.
Uma geração mais jovem de gays ganhou destaque no mundo da moda durante o final do século XX e início do século XXI. Tom Ford (nascido em 1961) fundou sua marca homônima Tom Ford em 2005 e declarou que percebeu que era gay quando jovem visitando o Studio 54 nos anos 1980. Alexander McQueen (nascido em 1969), que também era abertamente gay, fundou sua própria marca Alexander McQueen em 1992 e foi reconhecido como um prodígio da moda por seus designs revolucionários. McQueen disse que percebeu sua orientação sexual quando tinha seis anos. Em 2000, McQueen teve uma cerimônia de casamento com seu parceiro George Forsyth, um documentarista, em um iate em Ibiza. McQueen morreu por suicídio em 2010, logo após a morte de sua mãe. Nos últimos anos, os gays continuaram a produzir algumas das roupas mais influentes do mundo, incluindo designers como Jeremy Scott (n. 1975), Jason Wu (n. 1982) e Alexander Wang (n. 1983).

### Arte
No século XX, os homens gays estavam entre os artistas, escritores e dançarinos mais influentes e prolíficos do mundo ocidental. Nos Estados Unidos, em meados do século, James Baldwin (n. 1924) foi considerado um dos melhores escritores de sua geração. Seu trabalho, incluindo Giovanni's Room (1956) lidava abertamente com a homossexualidade e a bissexualidade em uma época em que o sexo entre homens ainda era ilegal em grande parte do mundo ocidental. Outros artistas importantes da geração de Baldwin, incluindo Robert Rauschenberg (n. 1925) e Jasper Johns (n. 1930), foram menos abertos sobre sua sexualidade e até zombaram de outros jovens artistas gays de sua geração, como Andy Warhol, por ser muito feminino. No mundo da dança de Nova York, Alvin Ailey (nascido em 1931) fundiu teatro, dança moderna, balé e jazz com o vernáculo negro, e sua magnum opus coreográfica Revelations é reconhecida como um dos balés mais populares e executados do mundo. Ailey permaneceu fechado por grande parte de sua vida, e ele passou de uma doença relacionada à AIDS aos 58 anos de idade. David Hockney (nascido em 1937), outro grande artista da Geração Silenciosa, foi um importante contribuidor do movimento pop art dos anos 1960 e é considerado um dos artistas britânicos mais influentes do século XX. Ele foi abertamente gay durante grande parte de sua vida. Muitos dos artistas gays mais influentes das gerações boomer e X morreram muito cedo durante as crises de AIDS, incluindo Robert Mapplethorpe (n. 1946), Félix González-Torres (n. 1957) e Keith Haring (n. 1958). Grande parte da Arte da Crise da AIDS era altamente política e crítica ao governo dos Estados Unidos e foi descrita como "amedrontada, zangada, amedrontada e desafiadora". Após a epidemia de HIV/AIDS, homens gays e outros artistas queer foram os pioneiros em uma nova forma de produção de filmes experimental chamada Novo Cinema Queer. Hoje, gays como Mark Bradford, Julio Salgado e Kehinde Wiley estão entre os artistas mais influentes de sua geração. Grande parte da arte gay ocidental contemporânea lida com temas de corpo, identidade e experiência.
Fora do Ocidente, a arte que contém temas da sexualidade gay masculina ainda é considerada subversiva e tabu. Em Singapura, que criminaliza todos os atos sexuais entre homens por meio da Seção 377A do Código Penal, arte por homens gays é considerada contracultural. Os homens gays em Singapura têm sido historicamente retratados de forma negativa na mídia local e os esforços para conter essa homofobia da sociedade mais ampla de Singapura têm sido dificultados por causa do risco de prisão, proibição e censura por parte do estado.

### Drag

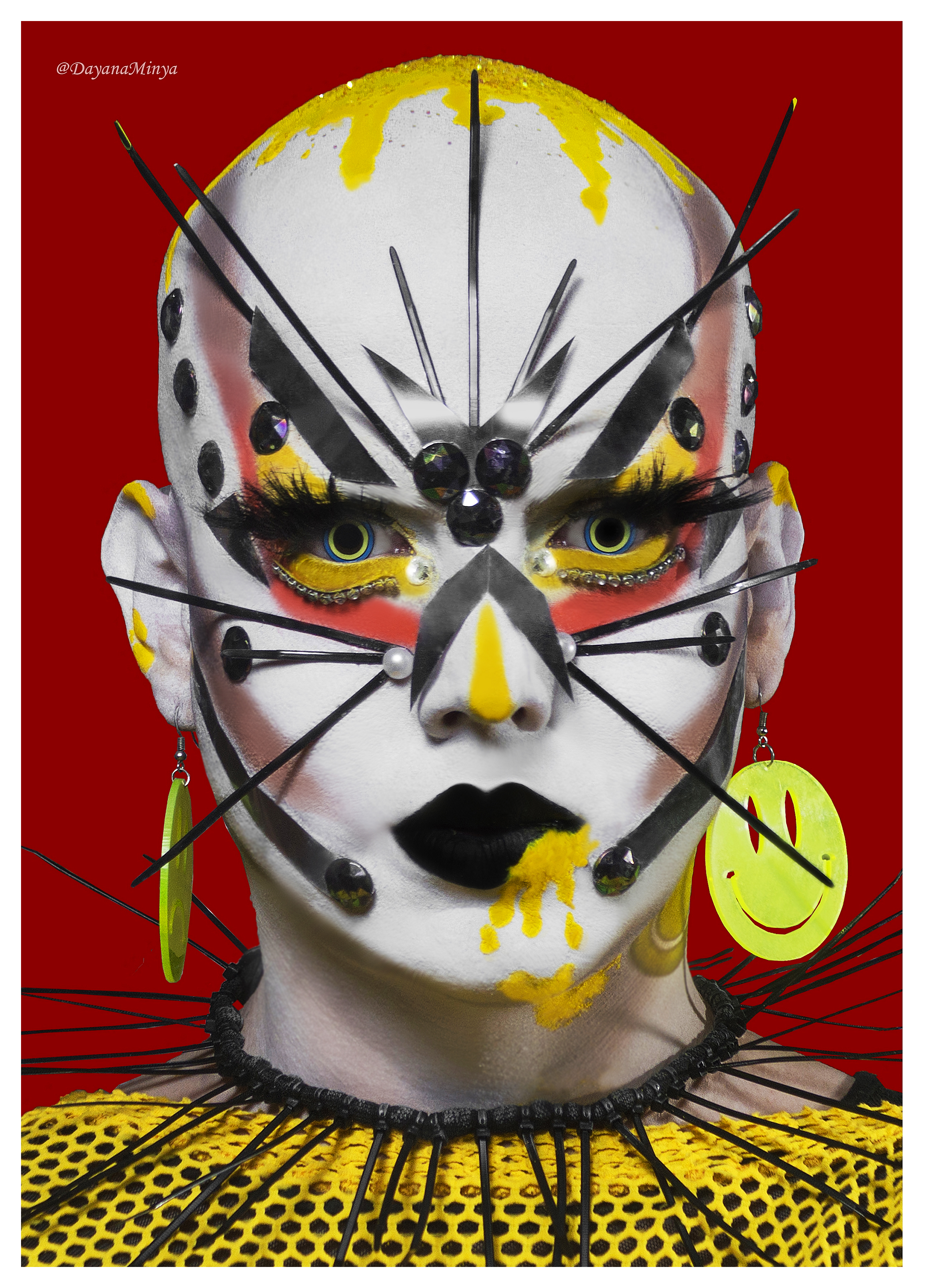
Ataque de arte pós-moderna

As drag queens são uma parte significativa da cultura popular dos gays e são regularmente apresentadas em bares gays. Drag queens usam roupas de drag e maquiagem para imitar e frequentemente exagerar os papéis de gênero e atributos de gênero femininos como parte de uma performance usada para fins artísticos ou de entretenimento. Os shows de drag geralmente incluem dublagem labial, dança e canto ao vivo. Eles ocorrem em eventos como espetáculos e paradas do orgulho gay e em boates e cabarés, bem como em bares gays locais. Drag queens variam por dedicação, tipo e cultura, e vão desde profissionais que estrelam filmes, como Divine ou Rupaul, até pessoas que se montam apenas ocasionalmente.
As próprias baladas drag (drag balls) têm uma longa história para homens gays nos Estados Unidos. Em 1869, no Hamilton Lodge, no Harlem, foram realizadas as primeiras drag balls. Esses bailes foram realizados em segredo, mas surgiram notícias de sua existência como um lugar seguro para os gays se reunirem. Os bailes foram considerados imorais e ilegais, e uma organização de reforma moral conhecida como Comitê dos Quatorze investigou supostas atividades "imorais". Em 1916, o comitê divulgou um relatório descrevendo "'fenomenais ... pervertidos do sexo masculino' em vestidos e perucas caros, parecendo mulheres". Na década de 1920, as bolas cresceram em visibilidade pública. Em Nova York, os eventos, antes chamados de Masquerade e Civic Balls, eram chamados de "Faggots Balls" (Baladas de Viados) pelo público em geral. Os bailes, no entanto, também atraíram alguns dos principais artistas e escritores da cidade, incluindo Charles Henri Ford e Parker Tyler. Os homens, que foram coautores de The Young and Evil, descreveram a drag ball como uma "cena cujo sabor celestial e coloração celeste nenhum pintor angelical ou poeta néctar jamais concebeu ... iluminou-se como uma grande massa". Esse florescimento da vida gay nas décadas de 1920 e 30 foi parte de um período conhecido como Pansy Craze.
Mais recentemente, o filme Paris is Burning (1990) detalhou a cena do drag ball da cidade de Nova York e mostrou as vidas e experiências de um grupo de jovens "butch queens" (homens gays cisgêneros), mulheres trans, drag queens e mulheres butch. Desde o seu lançamento, o filme se tornou um cult clássico e tem servido como uma ferramenta organizacional e acadêmica para as comunidades gays e trans (embora tenha sido alvo de críticas significativas). Enquanto isso, o reality show RuPaul's Drag Race está no ar nos Estados Unidos desde 2009 e apresentou o mainstream heterossexual à cultura popular dos gays através do drag. A série americana original desde então se desenvolveu na franquia global Drag Race.

### Camp

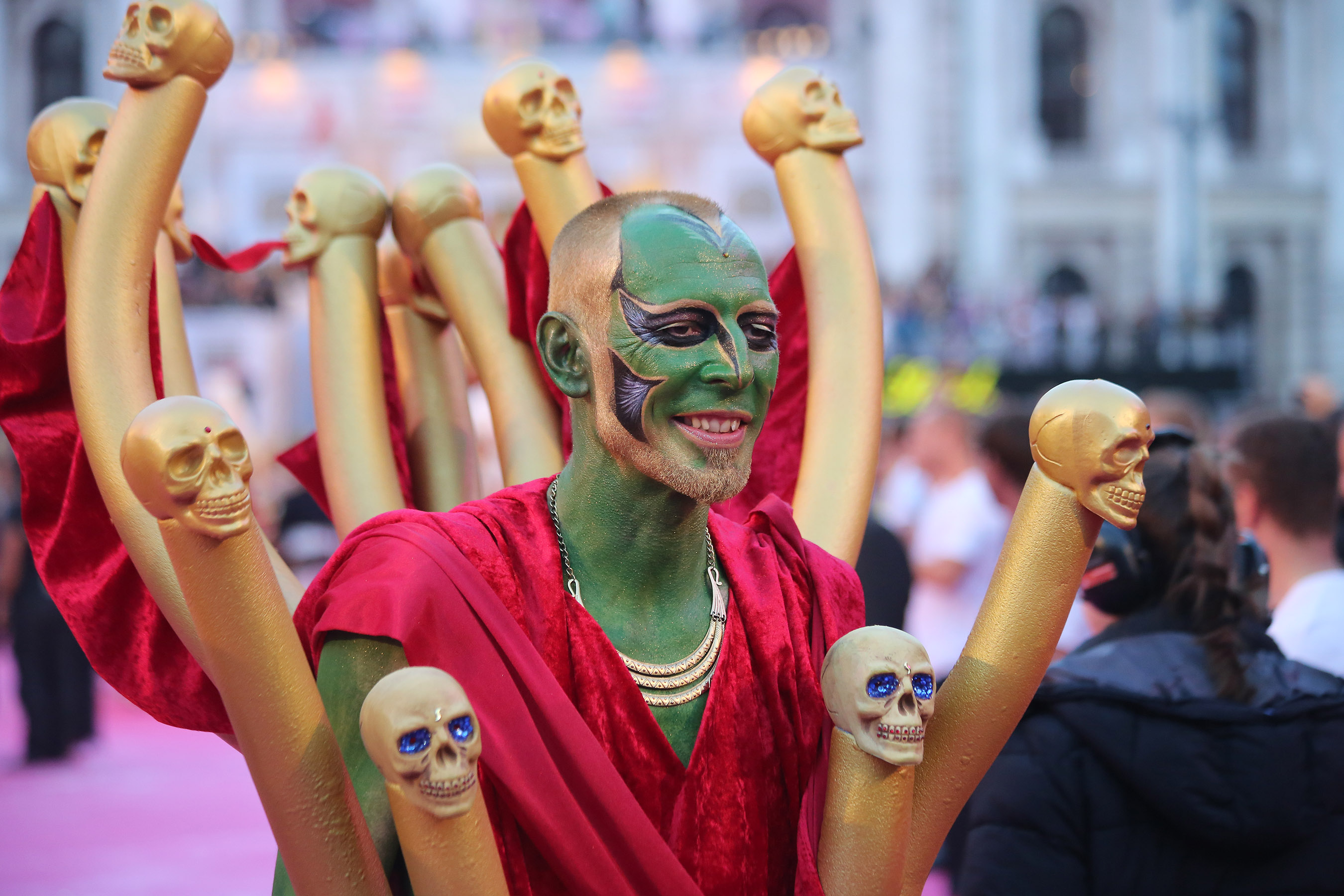
"Tapete magenta" no Life Ball 2013

Camp é um estilo estético visual frequentemente associado a homens gays. Uma definição inglesa do termo apareceu pela primeira vez em uma edição de 1909 do Oxford English Dictionary: "ostentoso, exagerado, afetado, teatral; efeminado ou homossexual; pertencente a, característico de homossexuais". De seu significado original, o termo evoluiu para significar uma inversão de atributos estéticos como beleza, valor e gosto por meio do exagero e da ironia. O acampamento é frequentemente confundido com kitsch e foi descrito como "cafona". Em 1964, o ensaio de Susan Sontag Notes on "Camp" enfatizou os elementos-chave do camp como: "artifício, frivolidade, pretensão ingênua da classe média e excessos chocantes". Nos últimos anos, os gays têm procurado se dissociar do termo. Em uma entrevista em 2018, o diretor Ryan Murphy disse acreditar que o acampamento é "um gatilho preguiçoso que é jogado sobre os artistas gays para marginalizar suas ambições, enquadrar seu trabalho como um nicho" e preferiu descrever seu estilo estético visual como " barroco ". Como alguns homens gays se afastaram do termo, no entanto, a sociedade heterossexual dominante o apropriou. Em 2019, o Museu Metropolitano de Arte de Nova York sediou seu evento anual, o Met Gala, com o tema "Notes on Camp". Nesse mesmo ano, o museu apresentou sua exposição completa "Camp: Notes on Fashion", na qual apresentou inúmeros vestidos femininos "exagerados". No entanto, em apresentações drag e em eventos do orgulho gay, muitos homens gays continuam a abraçar uma estética de acampamento.

## Representações de homens gays na mídia ocidental

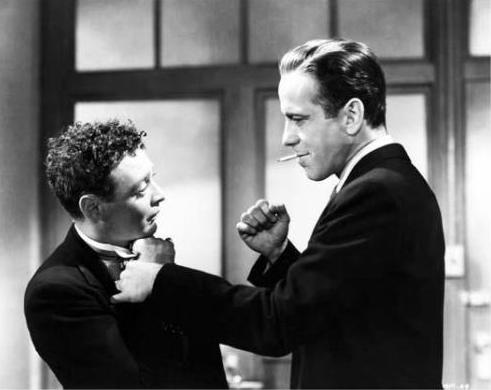
Em O Falcão Maltês, Peter Lorre interpretou um vilão efeminado abertamente estereotipado.

Em muitas formas de entretenimento popular, os gays são retratados estereotipadamente como promíscuos, extravagantes, chamativos e atrevidos. Os gays também raramente são os personagens principais dos filmes convencionais; eles frequentemente desempenham o papel de personagens coadjuvantes estereotipados ou são retratados como vítimas ou vilões. Atualmente, há uma opinião generalizada de que as representações de homens gays devem ser omitidas do entretenimento familiar e até mesmo dos comerciais televisivos que podem ser vistos por um público mais jovem. Quando essas referências ocorrem, quase invariavelmente geram controvérsia. Apesar das representações estereotipadas de homens gays, programas de televisão desde os anos 1990, como Queer as Folk, Queer Eye e Modern Family promoveram uma aceitação social mais ampla dos homens gays como "pessoas normais". No entanto, os gays ainda são frequentemente retratados nos Estados Unidos como símbolos de decadência social por evangélicos e organizações como a Foco na Família.

### Representações históricas da mídia ocidental
Historicamente, muitos filmes incluíram subtextos negativos sobre a homossexualidade masculina, como nos filmes de Alfred Hitchcock, cujos vilões usaram a homossexualidade implícita para aumentar os sentidos de mal e alienação.. Na programação de notícias, a homossexualidade masculina raramente era mencionada diretamente, mas muitas vezes era retratada como uma doença, perversão ou crime. Em 1967, a CBC lançou um segmento de notícias sobre homossexualidade; no entanto, o segmento foi apenas uma compilação de estereótipos negativos de homens gays. A década de 1970 mostrou um aumento na visibilidade dos gays na mídia ocidental com o programa da ABC em 1972, That Certain Summer. O programa era sobre um homem gay criando uma família e, embora não mostrasse nenhuma relação explícita entre os homens, não continha estereótipos negativos.
Com o surgimento da epidemia de AIDS e suas associações explícitas com homens gays, os meios de comunicação nos Estados Unidos variaram em sua cobertura, representação e aceitação das comunidades gays. A American Family Association, a Coalition for Better Television e a Moral Majority organizaram boicotes contra anunciantes em programas de televisão que mostravam os homens gays sob uma luz positiva. A cobertura da mídia sobre os gays durante a crise da AIDS dependeu da localização e, portanto, das atitudes locais em relação aos gays. Por exemplo, na área da baía, o The San Francisco Chronicle contratou um homem publicamente gay como repórter e publicou histórias detalhadas sobre tópicos gays. Este foi um forte contraste com o The New York Times, que se recusou a usar a palavra "gay" em sua redação, referindo-se exclusivamente a gays e lésbicas com o termo "homossexuais", porque se acreditava que fosse um termo mais clínico. A Times também limitou sua cobertura verbal e visual de questões relativas a homens gays.

### Representações contemporâneas da mídia ocidental

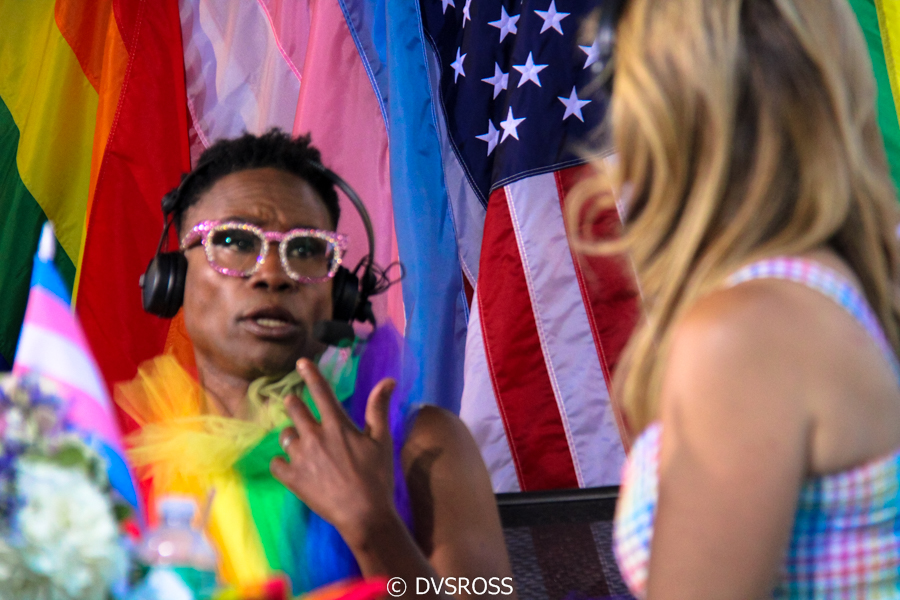
Em Pose, Billy Porter interpreta Pray Tell, um negro gay com AIDS em Nova York.

Nos últimos anos, representações positivas de homens gays entraram na programação da televisão convencional; no entanto, também surgiram críticas sobre a falta de diversas representações de homens gays nas telas. Alfred Martin escreve: "Programas de televisão populares, incluindo Will & Grace, Sex and the City, Brothers and Sisters e Modern Family retratam rotineiramente homens gays. No entanto, a característica comum entre a maioria das representações televisivas de homens gays é que eles geralmente são brancos". Os estudiosos notaram que as representações intersetoriais de homens gays negros geralmente não estão presentes na televisão. Além disso, quando os programas de televisão retratam gays negros, costumam ser usados como um artifício para o enredo ou algum tipo de tropo. Por exemplo, Blaine Anderson e Kurt Hummel foram dois personagens importantes no show Glee. Darren Criss, que interpreta Blaine, é meio asiático, enquanto Chris Colfer, que interpreta Kurt, é branco; Blaine muitas vezes serviu como nada mais do que um interesse amoroso para o personagem de Kurt. Personagens gays de cor também são freqüentemente descritos como "neutros em relação à raça". Por exemplo, no programa ABC Family, GRΣΣK, Calvin Owens é um negro publicamente gay; no entanto, muitas de suas histórias, tramas e lutas giram em torno de sua identidade sexual. Na tentativa de ser daltónico, o programa desconsidera sua identidade étnica.

## Saúde

### Sobrevivendo ao abuso

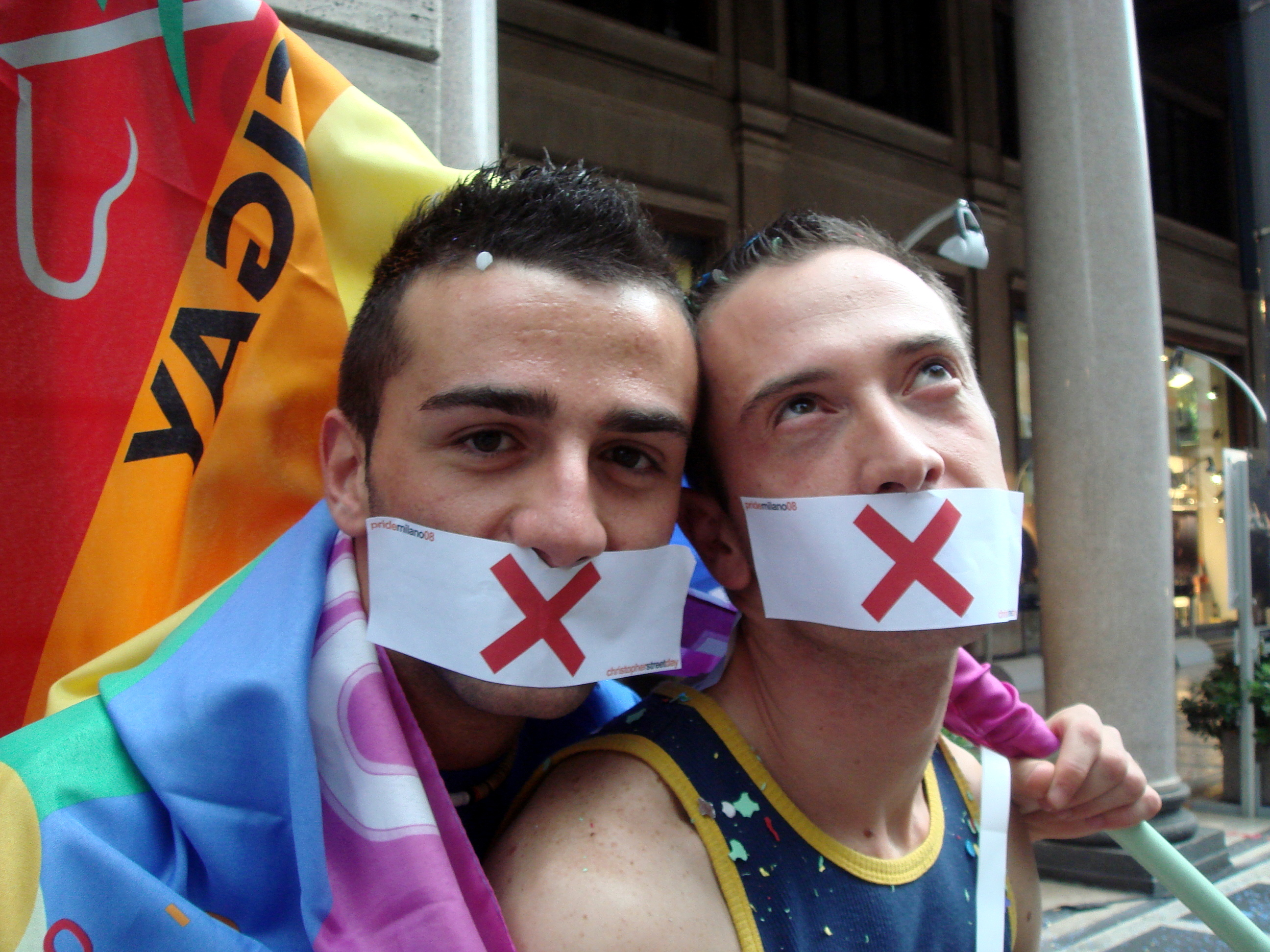
Homens gays são mais propensos a serem abusados, mas menos propensos a procurar ajuda.

Desde muito cedo, os homens identificados por uma minoria sexual e de gênero correm um risco maior de serem abusados física e sexualmente. Entre a população em geral, pelo menos um em cada seis meninos é abusado sexualmente antes de completar dezesseis anos, e 98% dos perpetradores desse abuso são homens heterossexuais. Nos Estados Unidos, as estimativas de pesquisa colocam o número de homens gays que foram abusados sexualmente ou molestados quando eram crianças entre 20% e 25%. Em todo o mundo, o abuso sexual de crianças afeminadas por homens heterossexuais continua a ser uma grande preocupação. Escrevendo sobre sua própria experiência como menino feminino, o escritor marroquino publicamente gay, Abdellah Taïa, escreveu em um artigo de opinião do New York Times: "Eu sabia o que acontecia a meninos como eu em nossa sociedade empobrecida; ser usados, com a bênção de todos, como objetos sexuais fáceis por homens frustrados".
Ao longo de sua vida adulta, homens gays e bissexuais também correm risco agudo de sofrer traumas físicos e sexuais. Aproximadamente 26% dos gays e 37% dos bissexuais sofreram violência física, estupro ou perseguição de um parceiro íntimo, e 40% dos gays e 47% dos bissexuais sofreram violência sexual diferente de estupro penetrativo. Essa combinação de sofrimento de vitimização sexual na infância e na idade adulta tem efeitos significativos na saúde das comunidades de homens gays. Homens gays e bissexuais que foram abusados quando crianças têm taxas mais altas de infecções sexualmente transmissíveis, maior probabilidade de compulsividade sexual e maior risco de exposição ao HIV. Homens gays que sofrem abuso sexual também apresentam baixa autoestima, um senso distorcido de autoestima e dificuldade em formar relacionamentos emocionais saudáveis. No entanto, os homens gays são menos propensos do que as mulheres a buscar assistência de saúde mental depois de vivenciar um trauma, muitas vezes devido ao estigma social e falsas crenças em torno da agressão sexual, como "homens não podem ser forçados a fazer sexo" e "homens se tornam gays ou bissexuais porque foram abusados sexualmente".

### Saúde sexual

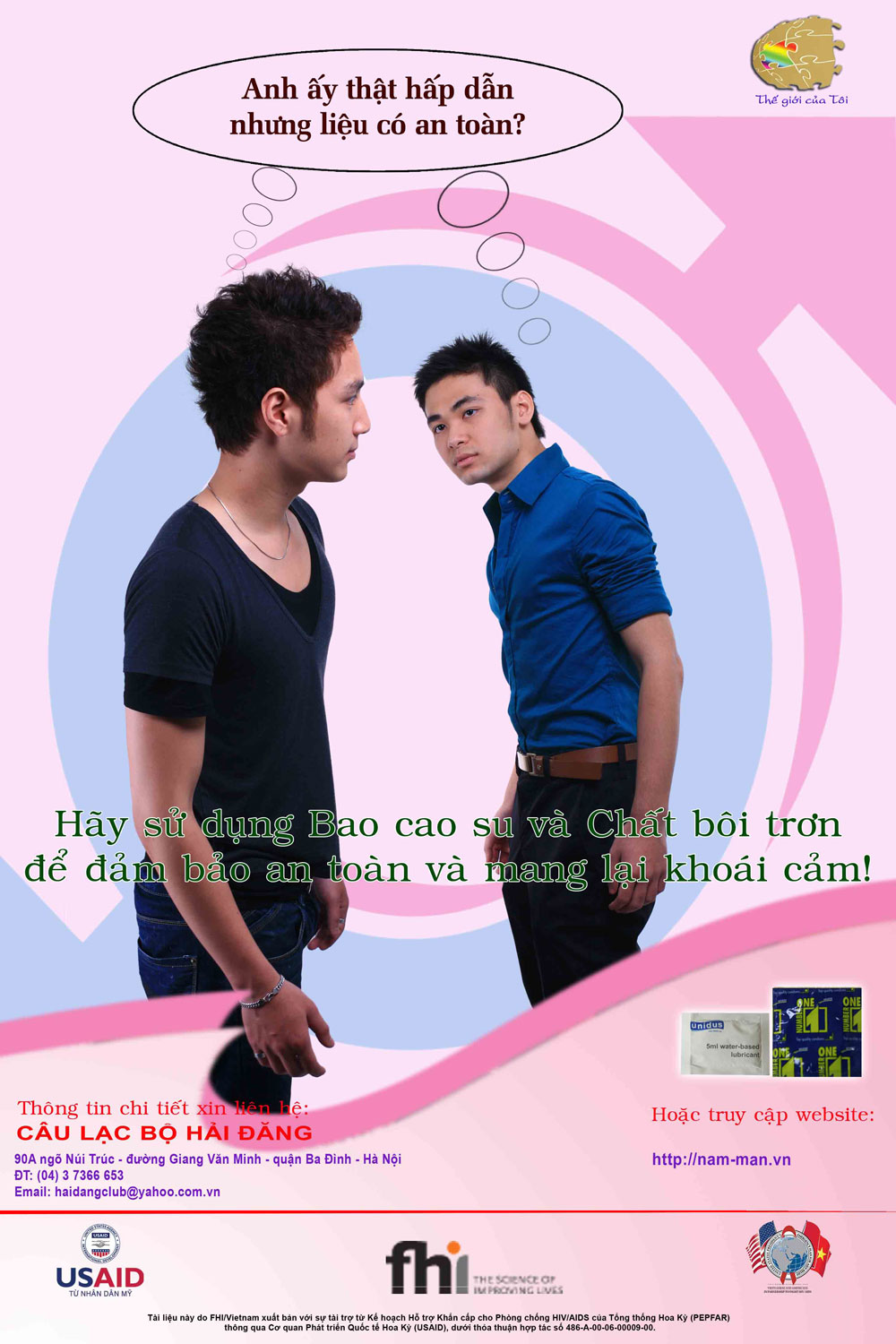
Cartaz de prevenção ao HIV defendendo sexo seguro entre HSH no Vietnã.

Em todo o mundo, gays, bissexuais e outros homens que fazem sexo com homens (HSH) enfrentam desafios significativos em termos de saúde sexual geral. De acordo com um relatório do UNAIDS em 2018, os HSHs têm um risco "impressionante" 27 vezes maior de contrair o HIV do que outros grupos demográficos. As novas taxas de infecção por HIV para HSH variam por região, mas de acordo com o relatório da ONU de 2018, os casos de HIV entre HSH representam: 57% de todos os novos casos na América do Norte, Europa Central e Europa Ocidental; 41% de todos os novos casos na América Latina ; 25% de todos os novos casos na Ásia, Ilhas do Pacífico e Caribe ; 20% de todos os novos casos na Europa Oriental, Ásia Central, Norte da África e Oriente Médio; e 12% de todos os novos casos na África Ocidental e Central.
Em países com populações raciais diversas, como Estados Unidos, França e Reino Unido, novas infecções por HIV entre gays e bissexuais masculinos são encontradas desproporcionalmente na classe trabalhadora e nas comunidades de cor. Nos Estados Unidos, existem atualmente crises de HIV em grande escala entre homens chicanos e latinos gays na região da fronteira entre o México e os EUA e entre os HSH afro-americanos no sul. No sul, pretos gays, bissexuais e outros HSH são responsáveis por seis em cada 10 novos diagnósticos de HIV entre todos os afro-americanos. Nos últimos anos, fontes de notícias independentes mostraram que homens gays negros e latinos da classe trabalhadora nos Estados Unidos ainda enfrentam disparidades de saúde significativas nessas crises; no entanto, nos Estados Unidos, como em outros lugares ao redor do mundo, esses problemas só pioraram à medida que os HSH HIV-positivos (especialmente aqueles de comunidades já desfavorecidas) foram severa e desproporcionalmente afetados pela pandemia global de COVID-19.
Além do HIV, jovens gays, bissexuais e outros HSH também correm um risco significativamente maior de outros problemas relacionados à saúde sexual. Como os comportamentos sexuais compulsivos e sem preservativo também estão fortemente associados à depressão, jovens HSH (que são desproporcionalmente propensos a sofrer de depressão clínica) têm maior risco de infecções sexualmente transmissíveis por meio do sexo desprotegido. Além disso, como a depressão está fortemente ligada a uma história de abuso sexual, o alto índice de traumas sexuais na infância entre gays deixa muitos na comunidade vulneráveis a comportamentos e práticas não saudáveis. Como uma combinação desses fatores complexos, muitos gays, bissexuais e HSH têm taxas mais altas de DSTs, incluindo clamídia e gonorreia e, nos Estados Unidos, são responsáveis por 83% de todos os casos de sífilis primária e secundária.

### Saúde mental

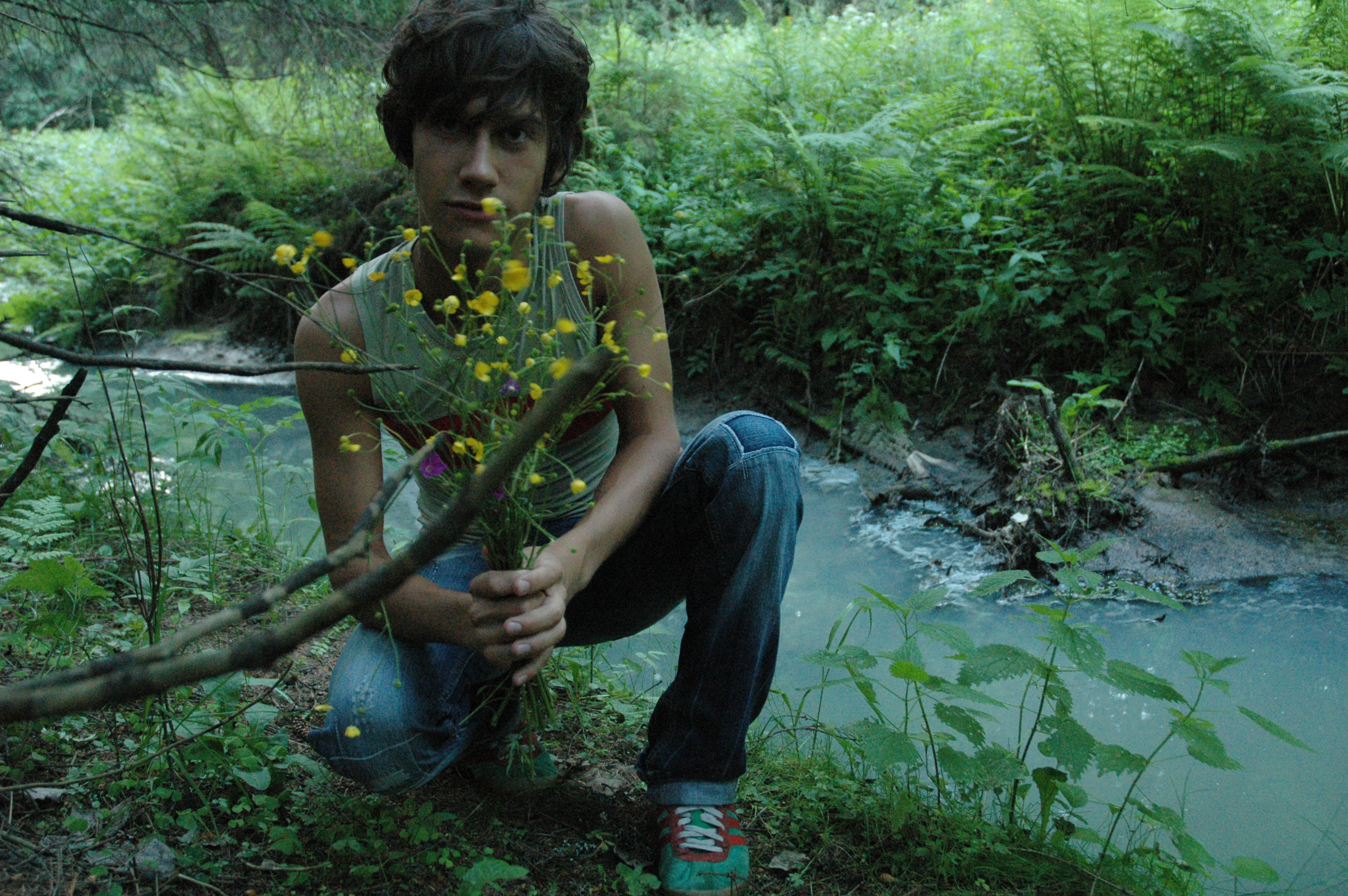
Os homens gays correm maior risco de depressão e ansiedade.

Existem questões significativas que afetam a saúde mental geral dos homens gays. Nos Estados Unidos, 29,3% dos homens gays e bissexuais relatam sofrer de sofrimento psicológico diário crônico.. Homens gays e bissexuais estão expostos a estresse significativo de minorias, que é a exposição constante a fatores de estresse por causa de sua identidade minoritária na sociedade. Rejeição familiar e social, homofobia, alienação e isolamento podem contribuir para problemas de saúde mental, como ansiedade, depressão e falta de autoaceitação. Verificou-se que esses problemas são exacerbados em gays que sofreram abuso sexual. Mesmo em países com proteções sociais e legais para gays, como Reino Unido, França e Estados Unidos, o estigma social estrutural contra homens homossexuais persiste e a discriminação tem efeitos negativos sobre a saúde mental dos gays. Na verdade, em comparação com os homens heterossexuais, os homens gays e bissexuais têm uma chance maior de ter depressão grave e transtorno de ansiedade generalizada. Homens gays e bissexuais também correm maior risco de morrer por suicídio; eles são um dos grupos demográficos com maior probabilidade de ter tentado cometer suicídio, bem como de realmente morrer por suicídio. Finalmente, seropositividade continua a ter um grande impacto sobre a saúde mental de muitos homens homossexuais e bissexuais, que temem revelar seu status para os empregadores, amigos e famílias, particularmente se eles ainda não tenham saído.

### Encarceramento

#### Estados Unidos

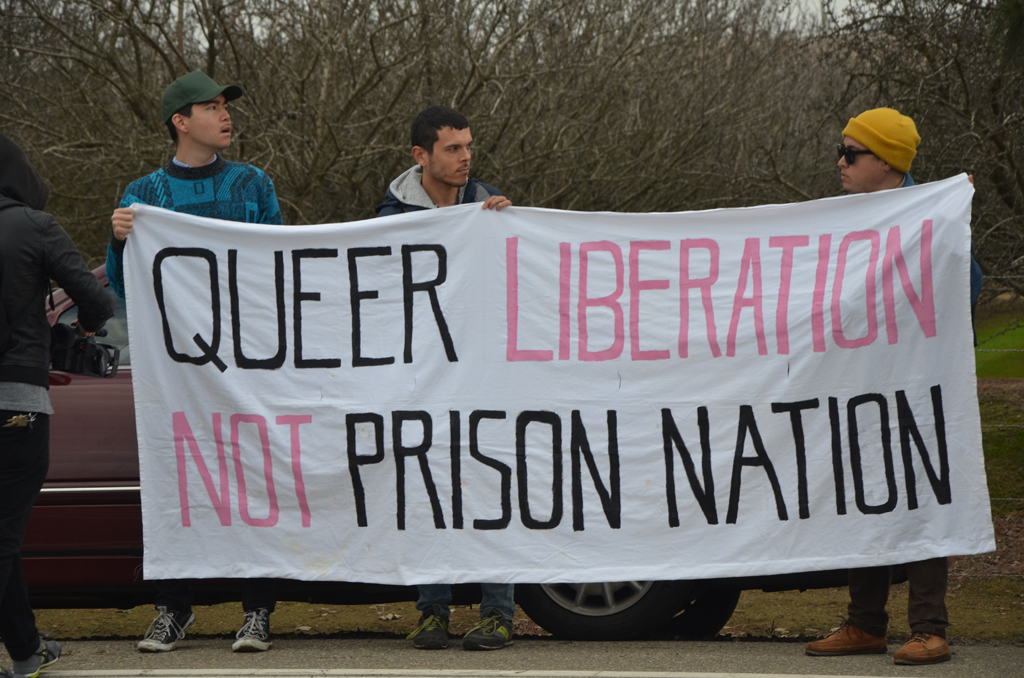
Protesto contra o encarceramento em massa em Chowchilla, Califórnia, em janeiro de 2013.

Desde a década de 1980, vários países ao redor do mundo, incluindo na Europa, Ásia e América do Norte e do Sul, viram aumentos massivos em suas taxas de encarceramento. Nenhum país do mundo, entretanto, experimentou um aumento tão dramático nas taxas de encarceramento como os Estados Unidos, que respondem por cerca de 25% dos prisioneiros do mundo. Este aumento maciço nas taxas de encarceramento teve efeitos dramáticos para os homens gays.
Em 2017, uma pesquisa realizada pelo Departamento de Justiça dos EUA e pelo Instituto Williams na Escola de Direito da UCLA descobriu que nas prisões locais e municipais, 6,2 por cento de todos os homens encarcerados eram minorias sexuais, incluindo 3,3 por cento que se identificaram como gays ou bissexuais, e 2,9 por cento que não se identificaram como gays ou bissexuais, mas relataram ter feito sexo com homens (HSH). Esse número foi maior entre os homens nas prisões estaduais e federais, onde 5,5% foram identificados como gays ou bissexuais, e mais 3,8% eram HSH. A equipe de pesquisa do Williams Institute também descobriu que homens gays e bissexuais receberam sentenças mais longas e mais duras pelos mesmos crimes cometidos em comparação com homens heterossexuais. Homens gays e bissexuais tinham 2,7 vezes mais probabilidade de receber penas de prisão superiores a 20 anos do que homens heterossexuais e eram mais propensos a passar um tempo em confinamento solitário enquanto encarcerados: 26,8 dos homens gays e bissexuais foram mantidos na solitária em comparação com 18,2 de homens heterossexuais.
Além disso, os gays correm maior risco de estupro e abuso sexual durante a prisão. Um relatório da organização internacional de direitos humanos Human Rights Watch concluiu que, nas prisões dos Estados Unidos, o estupro de gays encarcerados é frequentemente rejeitado administrativamente por causa do equívoco de que qualquer contato sexual envolvendo um homem gay e outro homem é inerentemente consensual. Como resultado, as vítimas de estupro que são conhecidas ou tidas como gays às vezes têm até mesmo negado tratamento médico ou recurso legal, e os perpetradores muitas vezes ficam impunes e, portanto, podem continuar abusando de suas vítimas. De acordo com a ativista Andrea Cavanaugh Kern, as altas taxas de agressão sexual contra prisioneiros, combinadas com as altas taxas de infecções por HIV nas prisões, significam que o encarceramento pode muitas vezes ser uma questão de "vida ou morte" para gays e bissexuais.

### Sem-teto

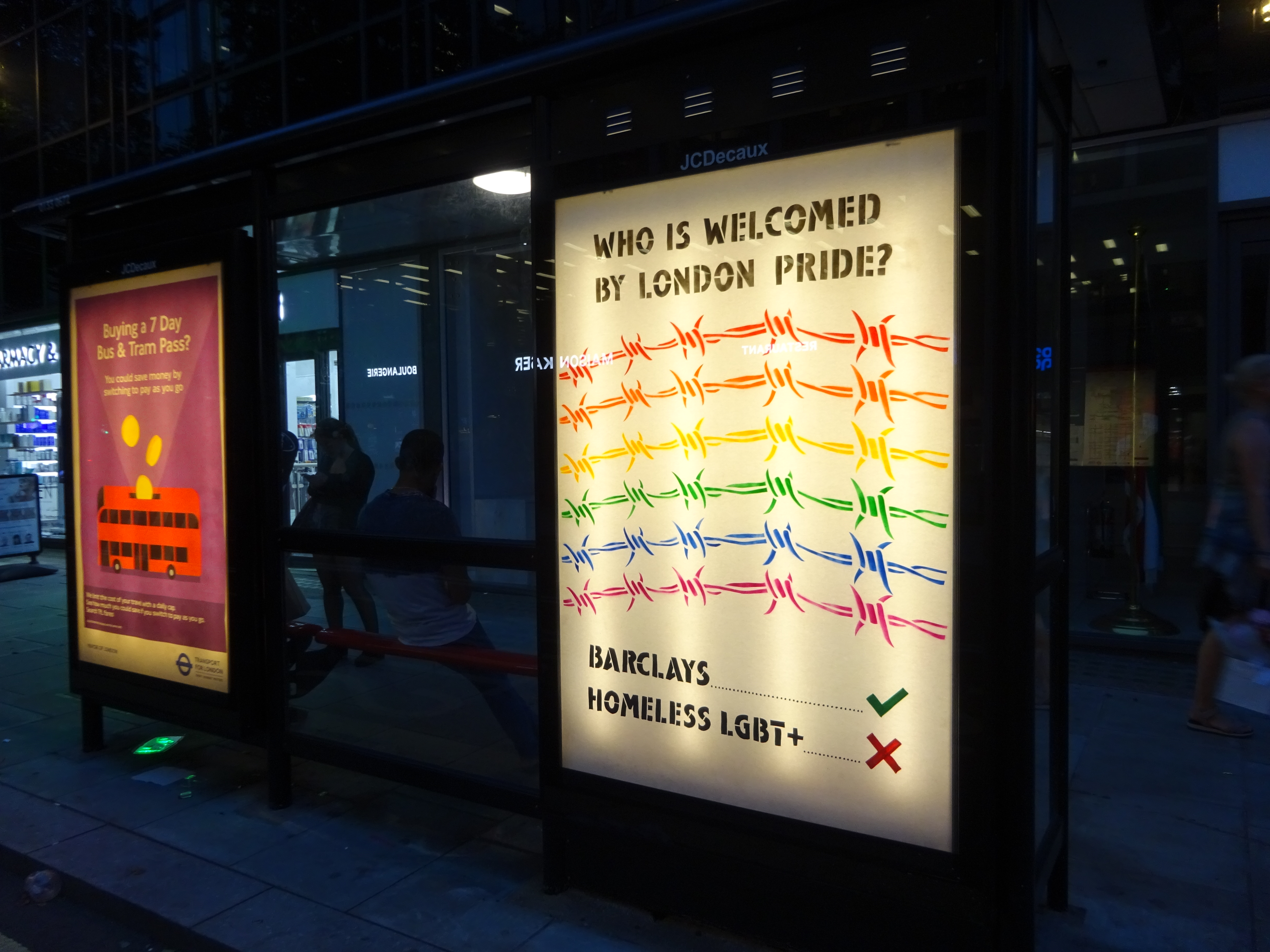
Anúncio de Londres protestando contra a exclusão de pessoas LGBT sem moradia

Para muitos jovens gays e jovens LGBT + em todo o mundo, a falta de moradia e a insegurança habitacional são problemas sérios. Nos Estados Unidos, que tem a maior população de desabrigados no mundo ocidental fora da Alemanha, as estimativas numéricas de jovens LGBT inseguros com moradia variam de 1,6 milhão a 2,8 milhões. Em uma amostra nacional dos Estados Unidos, quase metade dos jovens LGBT desabrigados relatou que foram expulsos de casa porque suas famílias rejeitaram sua orientação ou identidade sexual. Para os jovens gays, a precariedade de moradias instáveis traz muitos perigos; por exemplo, estudos descobriram que jovens gays e adolescentes eram mais propensos do que seus homossexuais a serem vítimas de violência sexual enquanto desabrigados. Além disso, entre os jovens gays, bissexuais e outros HSH (17-28 anos de idade) que vivenciaram a falta de moradia, 60% foram expostos à cocaína em pó e MDMA, 41% a alucinógenos e 20% à heroína. O abuso de drogas é considerado um fator de risco para a história criminal e posterior encarceramento, e um grande número de jovens HSH, particularmente jovens negros, têm contato precoce com o sistema de justiça juvenil e outras formas de institucionalização. A institucionalização pode afetar os resultados posteriores de jovens gays e bissexuais na vida e levar ao vício de longo prazo, dependência do trabalho sexual para a sobrevivência e prolongamento da vida sem-teto. Entre os adultos, ainda não existem conjuntos de dados representativos a nível nacional para medir a orientação sexual ou identidade de género de pessoas sem-abrigo ou com insegurança habitacional; no entanto, algumas estimativas colocam a comunidade LGBT entre 20 e 40% da população sem-teto dos Estados Unidos.

## Comunidade e identidade

### Subculturas

Bandeira gay masculina

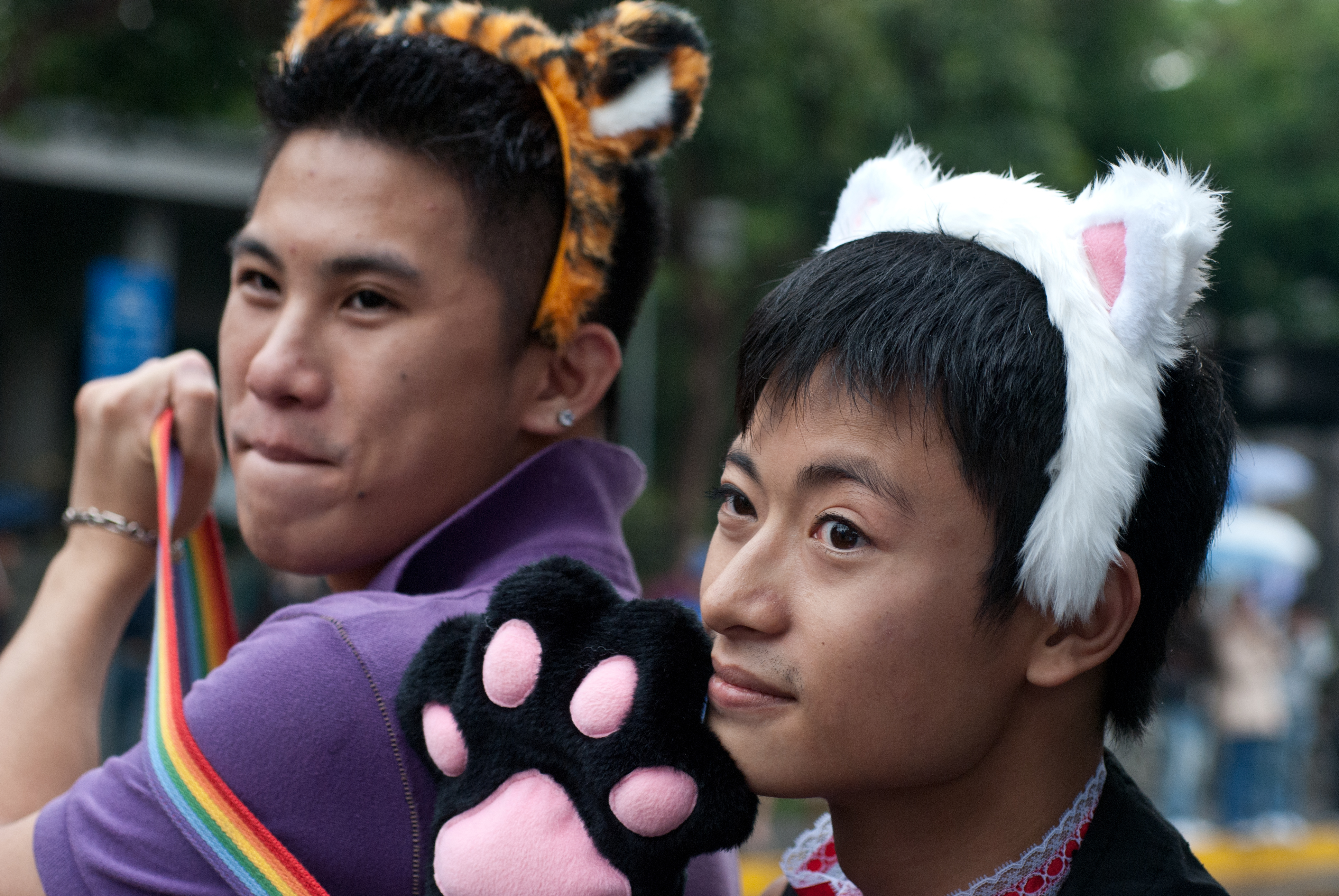
Dois jovens gays no Taiwan Pride

Na América do Norte e na Europa, homens gays têm várias subculturas, incluindo Twinks, Bears (ursos), Otters (lontras), Queens, Jocks, Gaymers e outros. De acordo com os estudiosos, essas subculturas, que em grande parte se originaram como parte de um "modo de vida gay americano", de certa forma se tornaram um "modelo global" para a cultura gay em todo o mundo. Na Índia, onde uma cultura gay está emergindo lentamente, apesar dos "valores sociais, do sistema de castas, dos casamentos arranjados [e] da alta probabilidade de serem deserdados por se assumirem", alguns gays estão trabalhando para desenvolver uma vida adulta e cultura indiana distinta, ao mesmo tempo que adotam aspectos da cultura gay global. Um indiano gay que se identificou como um urso declarou em uma entrevista: "Como [as pessoas heterossexuais] me veem usando anéis e pulseiras grossas, camisetas de heavy metal em uma Harley Davidson, isso não se encaixa no estereótipo indiano de gay afeminado. Embora eu não tenha nada contra ser efeminado, nem todos os gays são... Incentivar uma cultura urso [na Índia] verá mais homens se sentindo confortável saindo do armário e evitando a armadilha de um casamento heterossexual para salvar as aparências". No Canadá, que já possui comunidades urbanas maduras de gays, alguns artistas gays estão trabalhando para contrariar o fato de que a aceitabilidade social de uma subcultura gay muitas vezes depende de quão intimamente ela se alinha aos padrões ocidentais de atratividade convencional. O videoartista Mike Wyeld, cuja exposição "AMOU", apresentou a comunidade Bear, afirmou: "Algumas das coisas pelas quais a mídia é obcecada—obesidade, perda de peso, formato do corpo, envelhecimento—algumas dessas coisas com as quais temos que ser felizes. Ficamos maiores, envelhecemos. Você pode lutar e ser miserável ou pode aceitá-lo e viver com o corpo que tem e amá-lo". No Reino Unido, jornalistas notaram o papel que aplicativos móveis como o Grindr têm desempenhado na criação de subculturas autossegregadoras (também chamadas de "tribos") dentro das comunidades gays. Nos Estados Unidos, os jovens heterossexuais se apropriaram da estética dos jovens gays e são até chamados de "twinks da arte" por alguns.

### Juventude gay

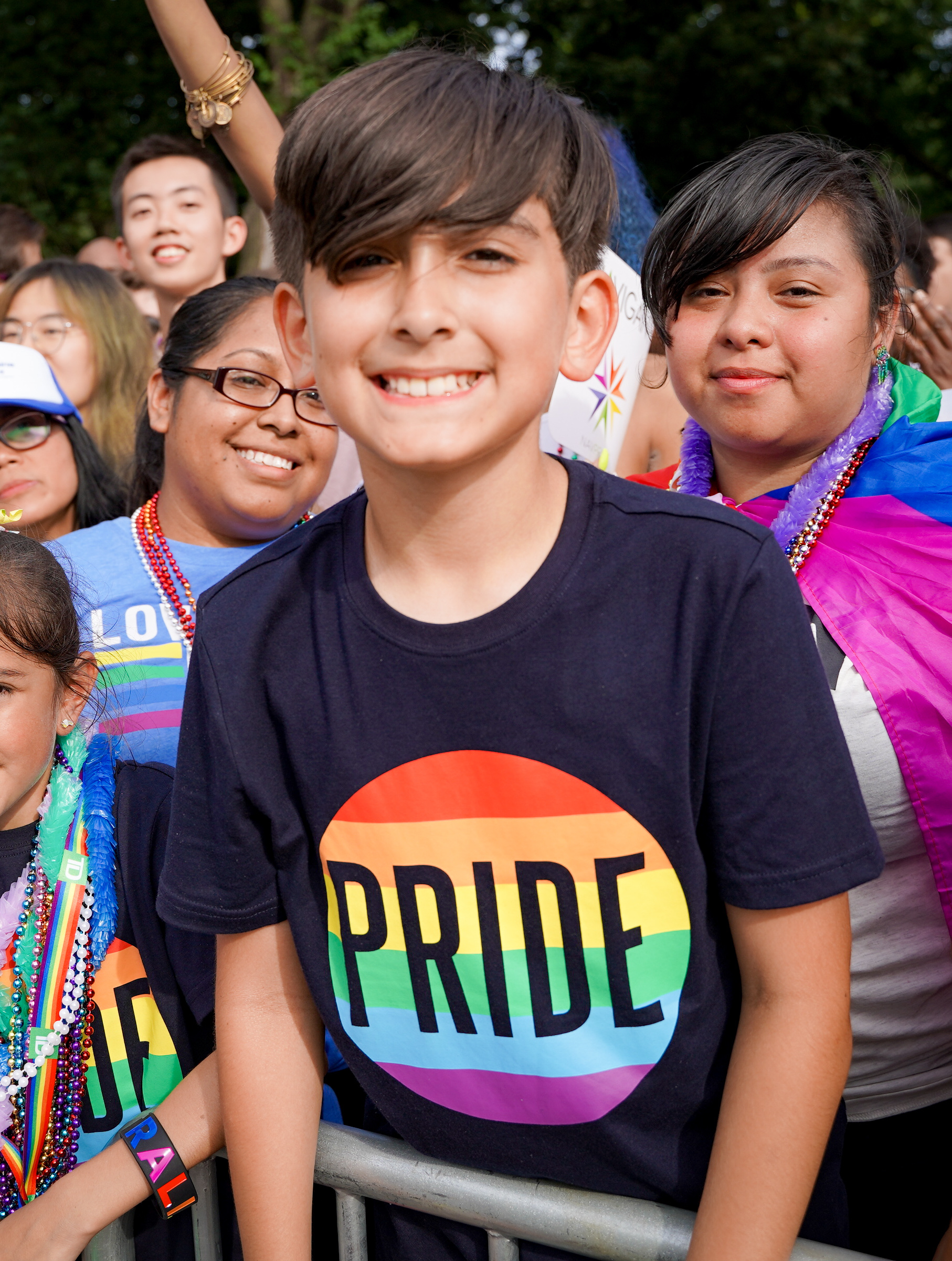
Um jovem na DC Pride

Adolescentes, meninos e rapazes gays são um segmento vulnerável da população gay masculina. Em muitos países, questões de identidade, bullying e falta de aceitação da família são algumas das principais preocupações que os jovens identificados como gays enfrentam. Além disso, garotos e adolescentes gays em todo o mundo são regularmente submetidos a formas mais extremas de violência, incluindo terapia de conversão, violência familiar e outras formas de abuso físico. Essas questões têm demonstrado efeitos prejudiciais ao bem-estar de jovens gays e bissexuais. Nos Estados Unidos, um relatório de 2019 do CDC descobriu que a ideação suicida entre meninos e adolescentes gays e bissexuais chega a 40,4%. De acordo com o CDC, no entanto, o apoio dos pais pode desempenhar um papel importante na melhoria dos resultados de saúde para jovens gays e bissexuais, diminuindo a probabilidade de um adolescente gay: "Ter depressão; tentar suicídio; usar drogas e álcool; [ou] ficar infectado com doenças sexualmente transmissíveis". Para educadores, a inclusão de currículos diversos e o desenvolvimento de locais de apoio de pares (como Alianças Queer–Straight na América do Norte) foram sugeridos como formas de reduzir a frequência e os efeitos do bullying e do ciberbullying. Essas medidas são particularmente importantes para alunos gays e bissexuais do sexo masculino, que, em 2019, eram o segundo grupo mais provável (atrás dos alunos trans) de ter sofrido bullying na escola (73,9%) e online (30%) nos últimos 30 dias. Apesar dessas chamadas para currículos inclusivos e diversificados, a Escócia é atualmente o único país do mundo com um currículo obrigatório de inclusão LGBTQ em seu sistema de ensino público. Enquanto muitos países oferecem uma abordagem fragmentada para a educação LGBT, outros (incluindo vários estados dos EUA) têm proibições explícitas sobre a inclusão de educação amigável para gays. Apesar dos desafios que os adolescentes gays enfrentam, estudos descobriram que os jovens gays também desenvolvem conjuntos de habilidades que os capacitam a lidar com mais sucesso com o estresse e outros desafios de desenvolvimento do que seus pares heterossexuais. Ao comparar meninos e adolescentes gays com seus pares heterossexuais, os jovens identificados como gays mostram níveis mais altos de resiliência, autoestima positiva e autocontrole interno.

### Paternidade gay

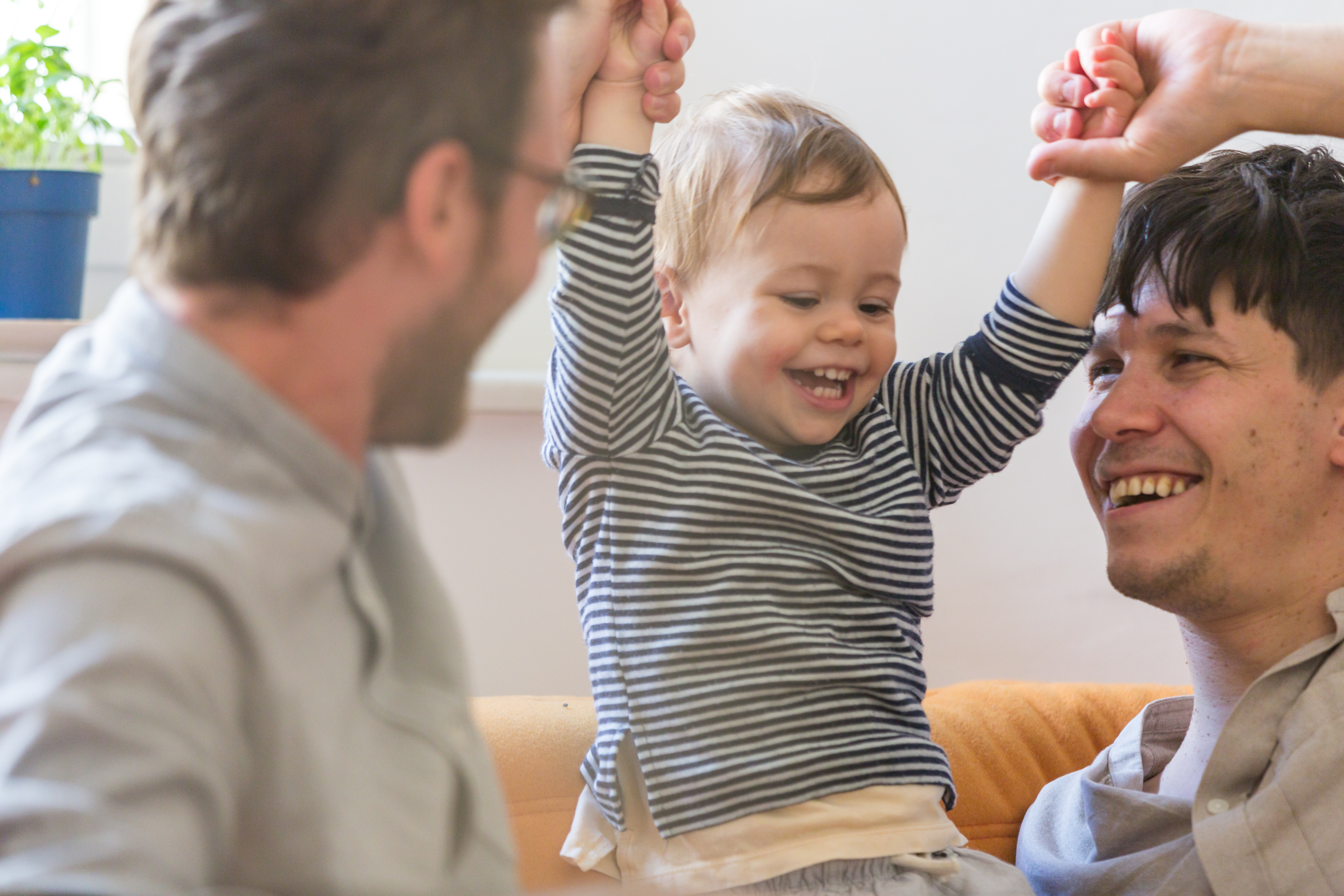
Dois pais com seu filho

Na maioria dos países hoje, a adoção homoparental não é legalmente permitida. Na Europa Ocidental, na maior parte na América do Sul e na América do Norte, entretanto, os gays podem se tornar pais de várias maneiras, incluindo adoção, substitutos e nascimentos de relacionamentos anteriores. Nos últimos anos, gays proeminentes como Anderson Cooper e Elton John chegaram às manchetes por se tornarem pais, e os gays têm sido cada vez mais representados na televisão como pais (embora essas representações tenham sido alvo de críticas por causa de sua unidimensionalidade). Apesar desses avanços em visibilidade e representação, no entanto, pais gays e suas famílias ainda experimentam altos níveis de discriminação e estigma social de seus parentes, vizinhos e outros membros de suas comunidades. Nos Estados Unidos, dois terços dos pais gays relatam sofrer estigma social e um terço relata que seus filhos enfrentaram a estigmatização de outras crianças por terem pais gays. Apesar do estigma social generalizado contra pais gays e seus filhos, a grande maioria das pesquisas científicas sociais mostra que os filhos de pais gays são tão bem ajustados quanto os filhos de pais heterossexuais. Na verdade, no Reino Unido, os pesquisadores descobriram que os filhos adotivos de pais gays pontuam mais baixo em níveis de raiva e superdependência dos pais do que crianças adotadas por casais de lésbicas ou heterossexuais, enquanto também pontuam mais alto nos mecanismos de enfrentamento positivos. Além disso, pesquisadores suíços descobriram que pais gays relatam menos irritação quando seus filhos exibem emoções negativas do que pais heterossexuais, e homens gays mostram níveis mais elevados de calor e cooperação com suas parceiras do que os homens heterossexuais.

### Homens gays mais velhos

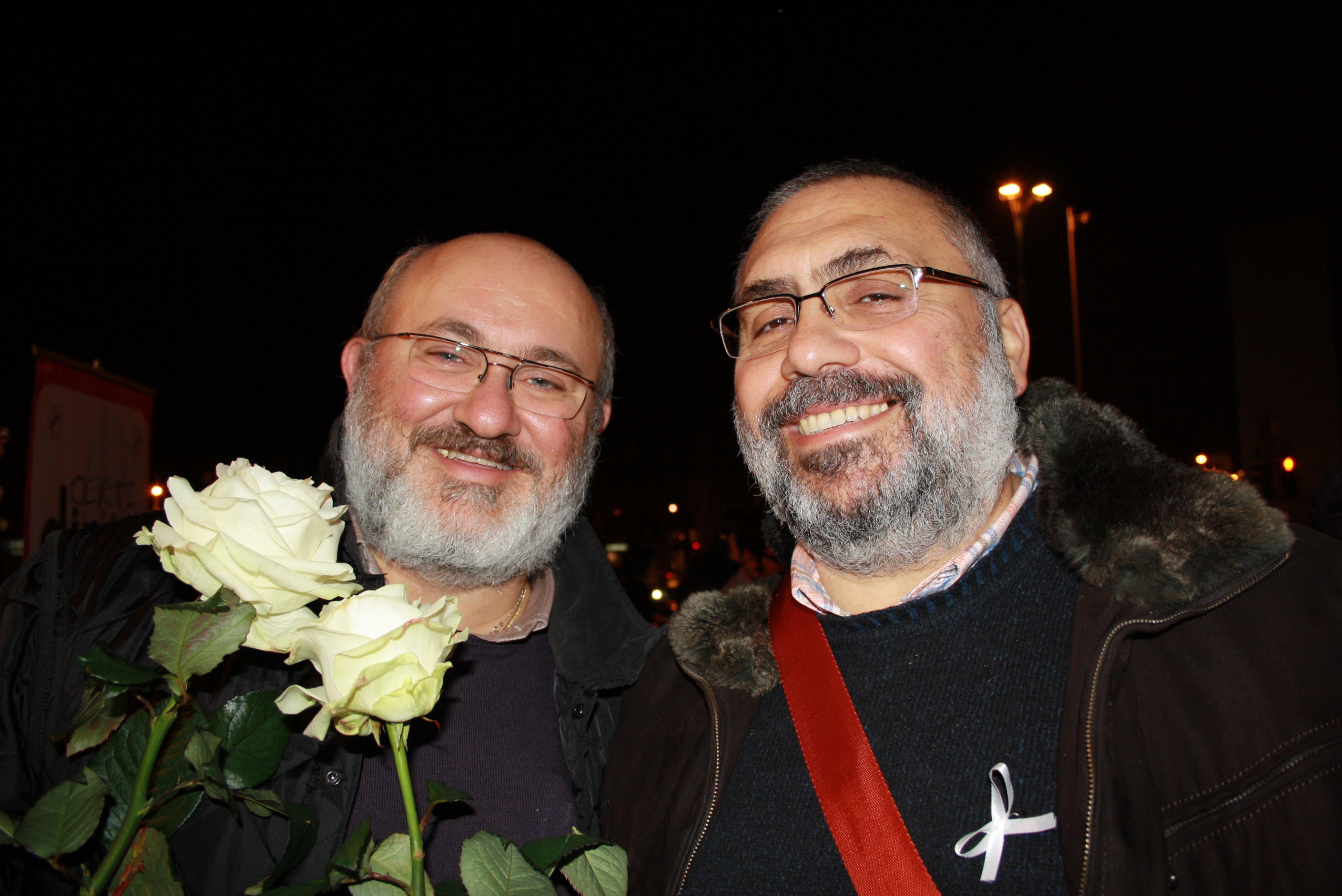
Dois gays mais velhos em março de 2010

Homens gays mais velhos são um dos grupos menos estudados nas comunidades de homens gays. No México, o Vida Alegre foi inaugurado em 2019 como o primeiro centro de terceira idade para pessoas LGBT do país. De acordo com a fundadora do centro, Samantha Flores, a solidão é um grande problema para muitos homens gays mais velhos no México, afirmando: "Eu recebi pessoas, homens gays mais velhos, chorando e abrindo o coração para mim sobre como estão infelizes... Eles geralmente não têm filhos, e muitas de suas famílias os rejeitaram, então eles precisam recorrer a famílias que escolheram para si próprios ou amigos para contato social". De acordo com Flores, muitos desses gays mais velhos no México também vivem com TEPT por causa de seus muitos amigos e parceiros perdidos que morreram durante a epidemia de AIDS. Na França, o documentarista Sébastien Lifshitz fez Les Invisibles, um documentário de 2012 sobre gays idosos franceses, e ele encontrou diferenças ideológicas significativas entre gays mais jovens e mais velhos. Lifshitz declarou: "O que é importante entender é que esta geração mais velha de gays na França lutou contra o modelo heterossexual e burguês da sociedade francesa com todas as suas forças. O fato de que há casais gays muito mais jovens hoje que exigem o direito de se casar e adotar filhos é algo que a geração gay mais velha entende, mas não quer para si mesma". Finalmente, nos Estados Unidos, os estudiosos descobriram que a maioria dos homens gays americanos mais velhos não são "criaturas estranhas e solitárias", mas sim "bem ajustados à sua homossexualidade e ao processo de envelhecimento".

### Homens trans

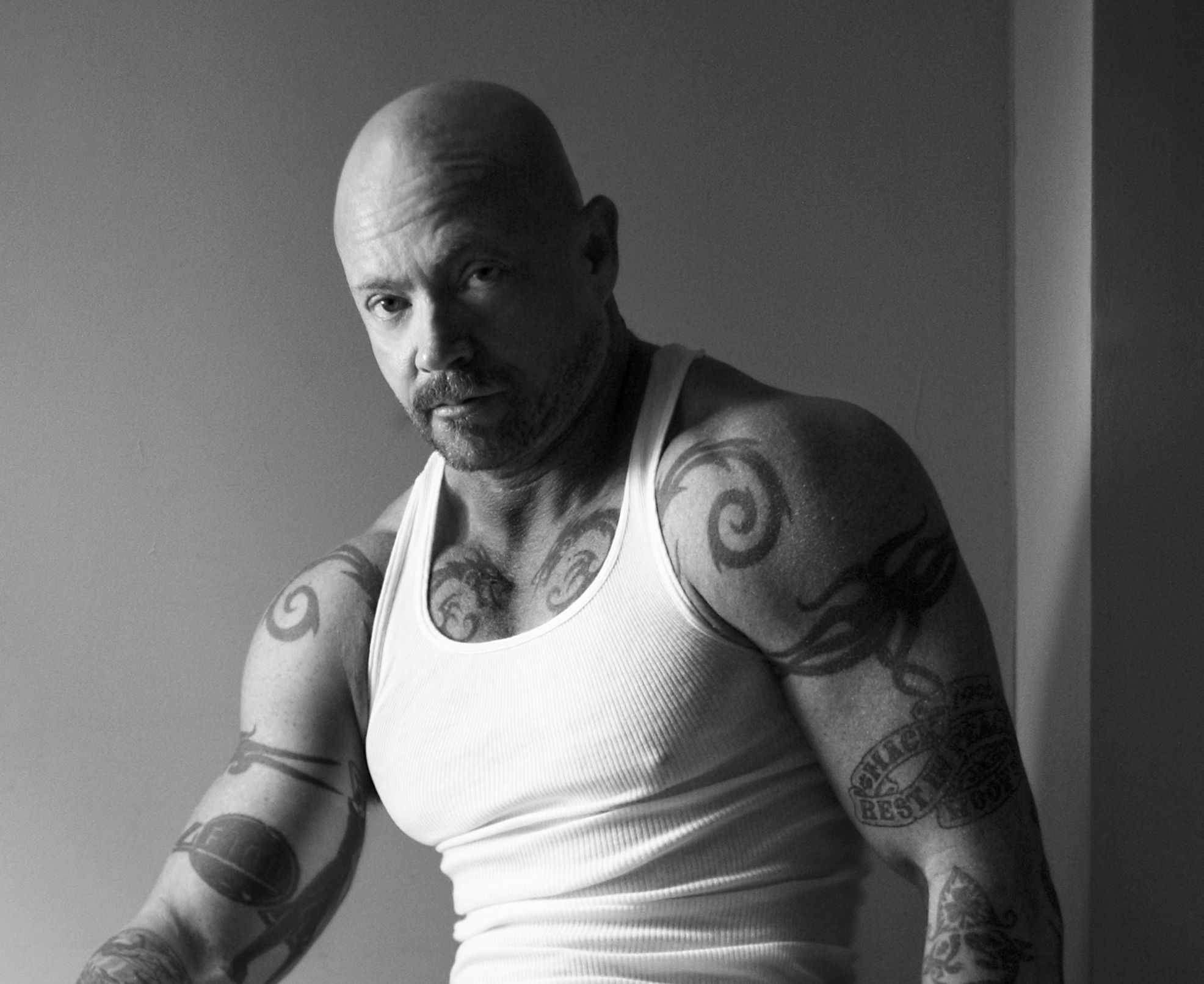
Um homem trans bissexual

Para homens trans e não-conformes de gênero gays e bissexuais, há aspectos únicos de sua identidade que moldam sua vivência dentro das comunidades de homens gays. No Canadá, homens trans gays, bissexuais e queer costumam usar aplicativos e sites específicos, como Grindr e Tinder, para encontrar parceiros românticos e sexuais. Homens transgêneros canadenses relatam que desenvolvimentos pessoais (como a transição de gênero) e mudanças sócio-históricas (como o aumento da visibilidade dos homens trans e o aumento de aplicativos de namoro virtual) estão produzindo oportunidades sexuais e românticas que mudam rapidamente; de fato, em 2017, a maioria dos homens trans gays canadenses relatou ter uma vida sexual satisfatória. Nos Estados Unidos, estudiosos relatam que os homens trans são freqüentemente mais propensos a se identificar como bissexuais do que as pessoas cisgênero. Eles também observam que homens gays, bissexuais e queer trans nos Estados Unidos relatam níveis comparáveis de auto-estima, satisfação sexual ou ajuste psicológico do que seus pares cisgêneros. Na verdade, alguns homens trans americanos relatam que as experiências sexuais com outros homens gays podem ser uma fonte de "afirmação de sua identidade de gênero" e ajuda para a autoaceitação de suas identidades de gênero e sexuais. Em uma entrevista de 2009 para a New York Magazine, o escritor Amos Mac, que se identifica como queer, disse: "Eu [me identifico] muito como um viado. Eu [sou] atraído pela comunidade de homens gays, e é assim que me encarno. Sinto-me atraído por caras que têm um pouco de talento para eles. Eles não precisam ser gays, mas podem ser rainhas. Eu amo uma rainha artística". Mac afirmou ainda que viver como homossexual permite-lhe expressar o seu lado femme, uma vez que já não sente a necessidade de forçar uma postura masculina em público. Em seu livro de 2017, Trans Homo, o professor Avi Ben-Zeev da Universidade Estadual de São Francisco aborda a presença histórica de homens trans gays dentro da comunidade, escrevendo: "Anciões, como Lou Sullivan, pavimentaram o caminho e trouxeram alguma visibilidade ao fato de que homens trans são, e têm sido, parte integrante das comunidades gays. No entanto, nós homos trans (e nossos amantes) ainda somos criaturas misteriosas para muitos, mesmo dentro dessas comunidades". Em uma coleção de ensaios pessoais de 2004, um homem escreveu sobre a formação de sua identidade como um homem trans gay, escrevendo "Eu [nunca senti] que ser gay ou [transgênero] não era natural. Sempre achei que as pessoas que nunca questionaram seu gênero, sexualidade ou fertilidade eram as estranhas. Se alguém precisa do rótulo de um estranho, são aqueles que moralizam contra a sexualidade humana, não aqueles que a aceitam".

### Gays com deficiência

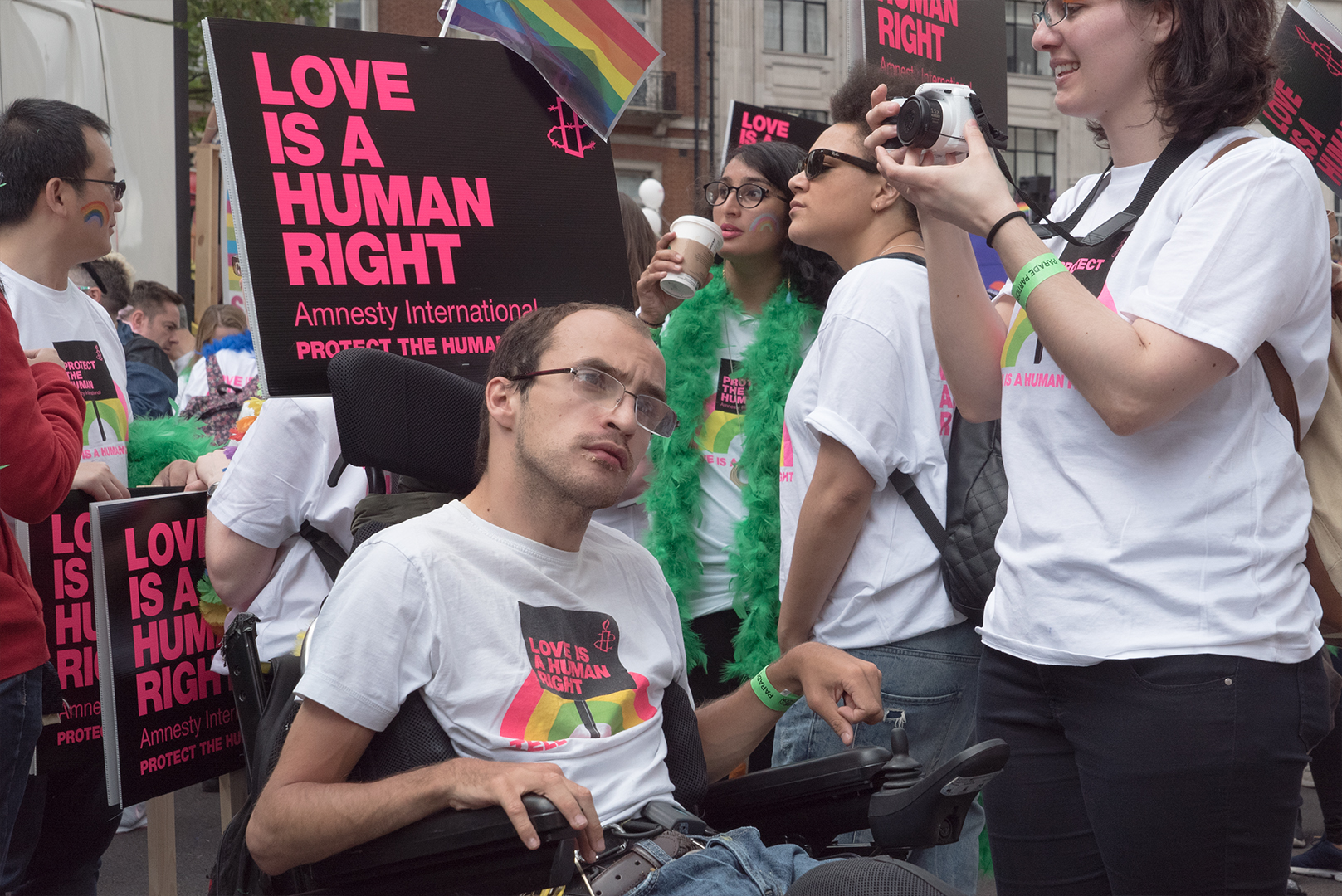
Um homem gay em uma cadeira de rodas no London Pride 2016

Homens gays com deficiência representam uma parte significativa, mas subrepresentada da comunidade. De acordo com a Feinberg School of Medicine, 26% de todos os homens gays e 40% dos homens bissexuais nos Estados Unidos têm alguma forma de deficiência. No entanto, homens gays com deficiência relatam sentimentos de desconforto devido às expectativas sociais em torno da aparência física e dos padrões convencionais de atratividade estética. Um homem, Aaron Anderson, que sofre da Síndrome de Guillain-Barre, disse: "Homens gays são tão condicionados a tudo que precisa ser perfeito. Você tem que ter tudo. [Meu corpo] não é tão perfeito. Os gays que conheço não sabem lidar com isso [minha deficiência]. Eles fingem que não é uma coisa ou conhecidos superficiais simplesmente me ignoram". Homens gays com deficiência também observam que os membros da comunidade com deficiência muitas vezes se sentem dessexualizados pela sociedade. Essa dessexualização pode ter sérias ramificações para a saúde de gays com deficiência. Jae Jin Pak, da Universidade de Illinois em Chicago, observou que a educação sexual precisa e informações relacionadas à sexualidade geralmente não estão disponíveis para membros da comunidade de deficientes, que pode deixar os homens da comunidade sem informações sobre práticas de sexo seguro. Enquanto isso, no campo dos estudos sobre deficiência, os estudiosos enfatizam a importância de estabelecer uma identidade pública e uma cultura comum para gays com deficiência. Nos últimos anos, os homens queer com deficiência alcançaram alguma visibilidade na mídia tradicional, inclusive por meio da série especial da Netflix 2019 de Ryan O'Connell, e a popularidade online do modelo americano sexualmente fluido Nyle DiMarco.